# فاطمه زهرا
فاطمه دختر محمّد (به عربی: فاطِمَةُ الزَّهراء بنت محمّد؛ ۲۰ جمادی‌الثانی بین ۳۵ تا ۴۵ عام‌الفیل برابر ۱۸ تا ۸ پیش از هجرت – ۱۳ جمادی‌الاول یا ۳ جمادی‌الثانی ۱۱ هجری قمری) ملقّب به زهرا، دختر محمّد و خدیجه، همسر علی بن ابی‌طالب، و مادر حسن بن علی و حسین بن علی است. او کوچک‌ترین دختر محمّد و تنها فرزندش بود که از خود فرزندانی باقی گذاشت. این فرزندان با القابی چون «سید» یا «شریف» شناخته می‌شوند. در مورد تاریخ تولد فاطمه اختلاف بسیاری وجود دارد اما دو قول پنج سال پیش از بعثت و پنج سال پس از آن رایج‌تر است.
فاطمه در کودکی مستقیماً زیر نظر پدر و مادرش رشد یافت و جوانی‌اش را در دوران دشوار کار تبلیغی پدرش سپری کرد. او در محاصرهٔ شعب ابی‌طالب مادرش را از دست داد. پس از هجرت به مدینه، در سال دوم ه‍.ق با علی بن ابی‌طالب ازدواج کرد و چهار یا پنج فرزند به دنیا آورد. در سال یازدهم ه‍. ق، پس از درگذشت پدرش، به دفاع از علی بن ابی‌طالب در جانشینی محمد پرداخت و خطبهٔ فدکیه را در مسجد پیامبر برای دفاع از حقّ خویش در مورد فدک ایراد کرد. او بحث‌ها و استدلال‌های بسیاری با ابوبکر و عمر کرد، اما این گفت‌و‌گوها ثمره‌ای نداشت. در جریان این وقایع، عمر و گروهی از همراهانش به‌قصد گرفتن بیعت به خانهٔ علی رفته و در آنجا با مقاومت علی و فاطمه و حامیانش روبرو شدند. او نخستین شخص از خانوادهٔ محمّد است که پس از محمّد درگذشت. منابع تاریخ درگذشت وی را از سی روز تا شش ماه پس از درگذشت محمّد بیان می‌کنند، اما دو قول هفتاد و پنج روز و نود و پنج روز پس از مرگ پدرش رایج‌تر و معتبرتر است. محل دفن فاطمه زهرا نامشخص و مورد اختلاف است اما سه مکان از بقیه محتمل‌تر است:
1. در میان سنگ قبر و منبر پیامبر در روضهٔ نبوی.
2. در خانهٔ خود فاطمه زهرا که اکنون در مسجد النبی قرار گرفته‌ است.
3. قبرستان بقیع (که بیشتر از مکان‌های دیگر محتمل‌ دفن وی است).

به‌رغمِ گزارش‌های مذهبی فراوانی که دربارهٔ فاطمه موجود است، منابع تاریخی دربارهٔ وی اندک می‌باشد. وی از شخصیت‌های بسیار محترم نزد همه مسلمانان به‌ویژه شیعیان است. منابع اهل سنت شخصیت فاطمه را همچون بانویی پرهیزکار و با ایمان بازتاب می‌دهند و زندگی زاهدانه و شخصیتش را به‌عنوان الگوی تقوا می‌ستایند. وی یکی از چهارده معصوم در نزد شیعیان دوازده‌ امامی به‌شمار می‌رود و دارای مقامات ویژهٔ معنوی مانند طهارت و عصمت در میان آنان است. همچنین وی از اهل بیت محمّد و یکی از پنج تن آل عبا می‌باشد. فاطمه در رویداد مباهله نیز نقش داشته‌ است. براساس احادیث و روایات اهل سنت و شیعه، ۱۳۵ آیهٔ قرآن دربارهٔ فاطمه است. سوره‌های «انسان»، «قدر» و «کوثر» و همچنین آیات «مباهله»، «تطهیر»، «نور» و «مَوَدَّت» برخی از این سُوَر و آیات هستند. مصحف فاطمه، خطبه‌های «فدکیه» و عیادت»، «حدیث لوح فاطمه» و «دعای نور» از آثار او است.

## زمینهٔ تاریخی

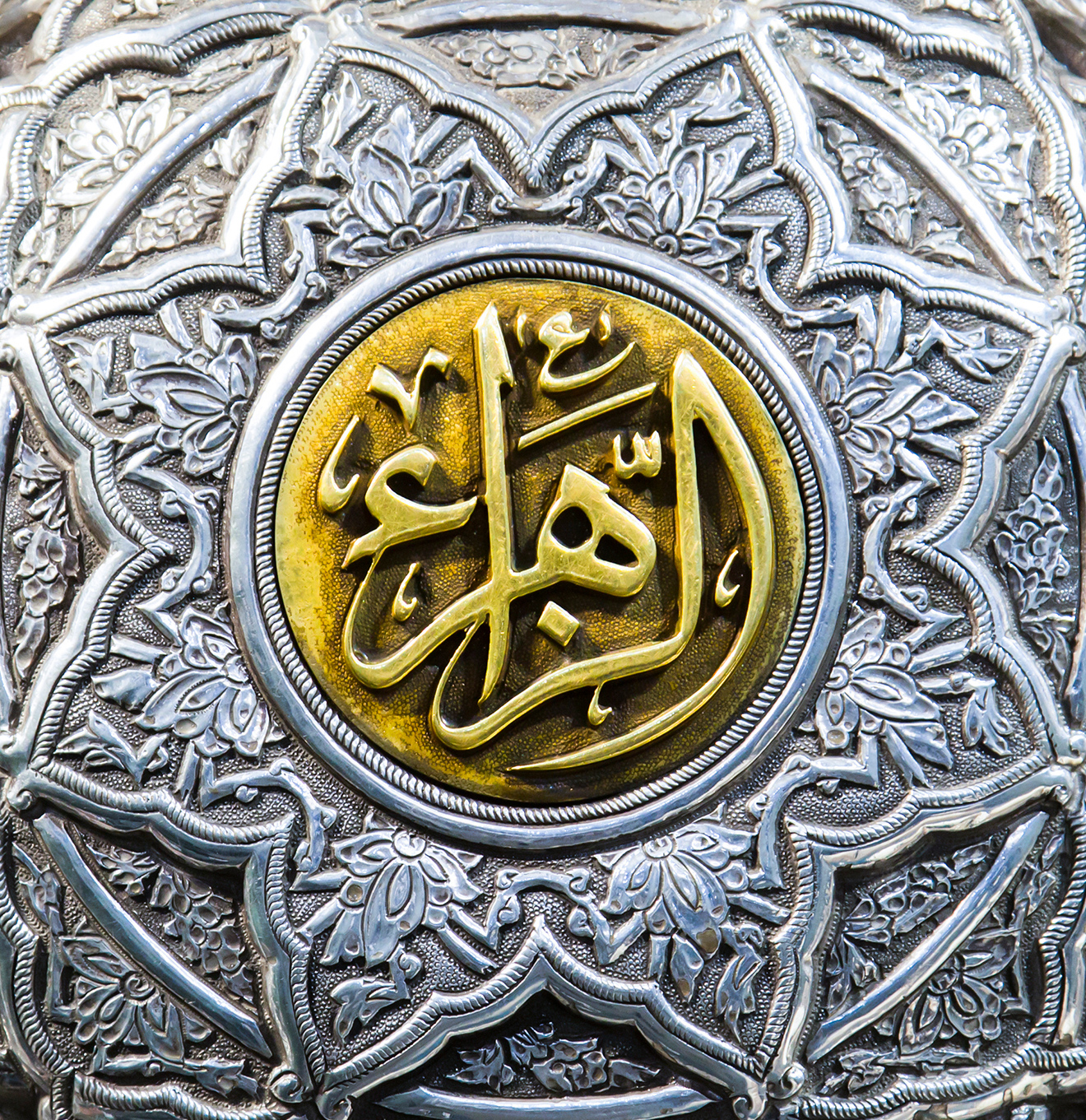
حکاکی نام «زهرا» بر روی ضریح حسین بن علی واقع در حرم حسین بن علی، کربلا

زندگی فاطمه زهرا مقارن با دورهٔ تبلیغ اسلام توسط محمّد بوده‌است. محمّد ۱۳ سال به تبلیغ اسلام در مکّه پرداخت. شمار اندکی به وی گرویدند که با مخالفت قبیلهٔ قُرَیش و بعضی دیگر از قبیله‌های عرب روبه‌رو شدند و آزار دیدند. محمّد همراه با پیروانش برای رهایی از این وضع، در سالی که بعدها مبدأ تقویم هجری خورشیدی و هجری قمری شد، به شهر یَثرِب — که مَدینَةُالنَّبی («شهر پیامبر») نامیده شد — هجرت کرد. او در مدینه قبایلِ در حال ستیزِ اوس و خَزرَج را متّحد کرد و برپایهٔ مسلمانان مهاجر مکّه و ساکنان اصلی مدینه اجتماع و دولتی نوین را تأسیس کرد، که آن را اُمَّت نامید. سپس، میان مسلمانان و قبایل مکّه و هم‌پیمانانشان جنگ درگرفت و سرانجام پس از هشت سال محمّد با پیروانش، که تا آن زمان به بیش از ده‌هزار می‌رسیدند، شهر زادگاهش را فتح کرد. پس از فتح مکّه رفته‌رفته بیشتر اهالی شبه‌جزیره عربستان به اسلام گرویدند و امّت اسلام به سراسر این سرزمین گسترش یافت. محمّد ده سال پس از هجرت، چند ماه پس از بازگشت از حَجَّةُالْوِداع، بیمار شد و درگذشت.

## نام‌ها، القاب و کنیه‌ها
لغت «فاطمه» وصفی و از مصدر «فطم» است؛ و «فطم» در زبان عربی به معنی بریدن، قطع‌کردن و جداشدن آمده‌ است. این صیغه، بر وزن «فاعله»، معنای مفعولی می‌دهد و به معنی «بریده» و «جداشده» است. محمّد در پاسخ علی بن ابی‌طالب که از او دربارهٔ علت نام‌گذاری فاطمه پرسید، گفت: «چون او و پیروانش از آتش بریده شده‌اند.» ابن حَجَر هِیْتَمی در اَلصَّواعِقُ الْمُحْرِقَة و نَسائی در سُنَن آورده‌اند: «خداوند او را فاطمه نامید چراکه او و دوستدارانش را از آتش جهنم قطع کرده‌ است.» فَتّال نیشابوری در رُوضَةُالْواعِظین از جعفر صادق نقل کرده‌ است: «فاطمه نامیده شد چون از بدی‌ها بریده شده‌ است.» برای فاطمه نام‌های دیگری هم برشمرده‌اند که «صِدّیقه»، «مُبارَکه»، «طاهِره»، «زَکیّه»، «راضیّه»، «مَرضیّه»، «مُحَدَّثه»، «بَتول» و «زهرا» از آن‌جمله‌اند. یکی از مهم‌ترین کنیه‌های او «امّ ابیها»، به معنای «مادرِ پدرش» است.

## سرگذشت

### نسب
پدرِ فاطمه، محمّد(پیامبر اسلام) از خاندان بنی‌هاشم از قبیلهٔ قریش بود. بنی‌هاشم از خاندان‌های برجسته و نجیب زاده، ولی تهی‌دست در مکّه بود. مادرِ فاطمه خدیجه بنت خویلد بود. پدرش، خُوَیْلَد، رئیس طایفهٔ اَسَد، از طوایف قریش، بود. خدیجه پیش از اسلام از زنان برجستهٔ قریش به‌شمار می‌رفت، تا جایی که وی را سرور زنان قریش می‌خواندند. وی دارایی فراوانی داشت و با آن بازرگانی می‌کرد. بنابر قول مشهور، وی پیش از ازدواج با محمّد دو بار شوهر کرده‌ بود و از آن مردان صاحب دو پسر و یک دختر شده‌ بود. محمّد، بنابر درخواست عمویش ابوطالب، عامل بازرگانی خدیجه در سرپرستی کاروانش به شام شد؛ و پس از آن با وی ازدواج کرد. خدیجه، بنابر قول مشهور، در هنگام ازدواج با محمّد چهل سال داشت. اما به روایت اِبن سَعد از ابن‌عباس بیست و هشت ساله بوده‌است.

### از تولد تا جوانی
در تاریخ تولّد فاطمه اختلاف‌نظر هست: از پنج سال پیش از آغاز پیامبری محمّد تا پنج سال پس از آن تخمین زده‌اند. به گمان عموم سیره‌نویسان و تاریخ‌نگاران اهل سنت، ازجمله ابن سعد و طبری و ابن اثیر و ابوالفرج اصفهانی و ابن اسحاق، تولّد فاطمه مصادف با سال بازسازی کعبه در پنج سال پیش از بعثت، برابر با سال ۶۰۴ م، بوده‌است. بَلاذُری نیز بر همین نظر است. اگر این گمان درست باشد، سنّ ازدواج فاطمه بالاتر از ۱۸ سال می‌شود؛ که در سرزمین حجاز در آن روزگار غیرمعمول می‌نماید. بعضی منابع نیز تولّد او را پیش از بعثت می‌دانند، بی آن‌که به سال و ماه آن اشاره کنند. امّا نظرهای دیگر بر یک یا پنج سال پس از بعثت و سه سال پس از معراج است.
بنا بر نظر مشهور منابع شیعه، تاریخ ولادت فاطمه پنج سال پس از بعثت است؛ ولی یعقوبی و شیخ طوسی ولادت فاطمه را مصادف با سال بعثت می‌دانند. بعضی محدّثان شیعه تاریخ ولادت را در سال معراج محمّد روایت کرده‌اند، امّا در تاریخ معراج هم اختلاف هست و آن را از دو سال پس از بعثت تا شش ماه پیش از هجرت گزارش کرده‌اند؛ و با توجه به داستان تولّد فاطمه، زمان تولد او را از دو تا پنج سال پس از بعثت می‌دانند. اگر ولادت فاطمه پنج سال پس از بعثت بوده باشد، سنّ خدیجه هنگام تولد فاطمه بیش از ۵۰ سال بوده‌است.
فاطمه در بسیاری منابع، چهارمین فرزند دختر محمّد، پس از زینب، رُقَیّه و ام‌ّکُلثوم شمرده می‌شود. البته، به‌عقیدهٔ برخی از محققان شیعه مانند سید جعفر مرتضی عاملی، او تنها دختر محمّد است. فاطمه تنها فرزند محمّد بود که به‌اندازه‌ای عمر کرد که فرزندانی از خود باقی بگذارد.
پس از تولد فاطمه، خدیجه پرستاری از او را شخصاً به‌عهده گرفت و این برخلاف سنت معمول آن زمان بود که مردم مکه فرزندان تازه‌به‌دنیاآمدهٔ خود را به دایه‌هایی از روستاها و بادیه‌نشینان اطراف می‌سپردند. او ایام کودکی را تحت حمایت والدین خود در مکه و در دورانی که قریش مشکلات و رنج‌های زیادی را برای پدرش بابت تبلیغ اسلام به‌وجود آورده‌بودند، گذراند. فاطمه سه سال پیش از هجرت در خلال محاصرهٔ شعب ابی‌طالب، مادر خود را از دست داد.
چند روز پس از هجرت محمد به مدینه، مقارن با ۶۲۲ م، فاطمه زهرا به‌همراه فاطمه بنت اسد، فاطمه بنت زُبَیر بن عبدُالمُطَّلِب و احتمالاً سوده و ام‌کلثوم بنت محمد در کاروانی به‌سرپرستی علی بن ابی‌طالب از مکه به مدینه هجرت کرد و در قُبا به پدرش پیوست.

### ازدواج
پس از هجرت محمد از مکه به مدینه، عمر و ابوبکر و چند تن دیگر خواستار ازدواج با فاطمه بودند، اما محمّد پیشنهاد ازدواج آن‌ها را نپذیرفت و گفت که برای این موضوع منتظر فرمان خداست. مدت کمی پس از هجرت، محمّد به علی گفت که خداوند به وی فرمان داده‌است که دخترش، فاطمهٔ زهرا، را به ازدواج وی درآورد.

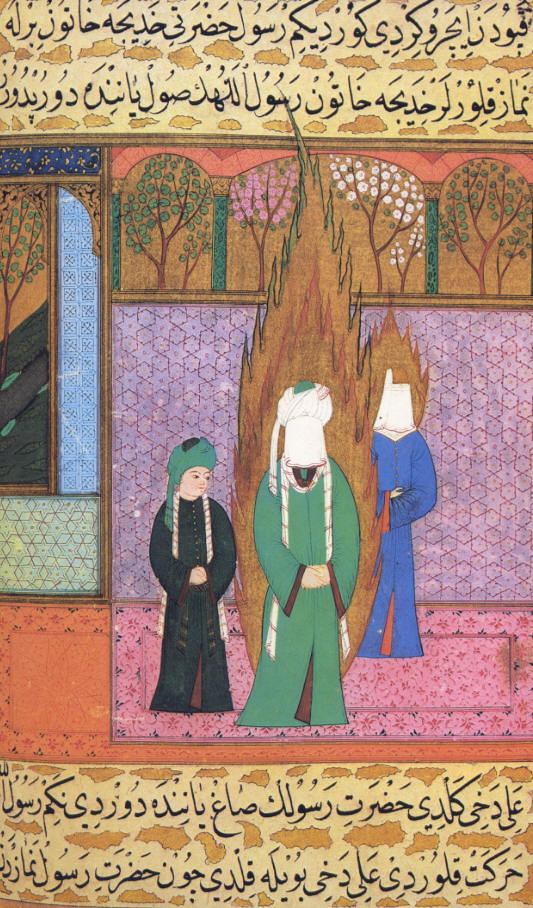
مینیاتوری از کتاب سیر نبی به سال ۱۵۹۵ میلادی، که ازدواج علی و فاطمه نزد محمد را نشان می‌دهد.

علی به‌سبب فقرش جرأت پاپیش‌گذاشتن نداشت و این محمّد بود که کار را بر علی آسان نمود. محمّد به او گفت که علی صاحب زرهی است که اگر آن را بفروشد، می‌تواند پول کافی برای مَهر فاطمه تهیه نماید. علی با فروش زره و وسایلی دیگر مانند شتر یا میش، حدود ۴۸۰ درهم فراهم نمود، که مبلغ خیلی معمولی بود. به‌توصیهٔ محمّد یک‌سوم تا دوسوم مبلغ خرج عطریات شد و بقیه صرف خرید ضروریات منزل گردید. آن‌گاه، محمّد فاطمه را از قولی که به علی داده‌بود، آگاه نمود. به‌گفتهٔ ابن سعد، فاطمه چیزی نگفت و محمّد این را نشانهٔ رضا دانست. برخی نویسندگان شیعه مانند شیخ طوسی گفته‌اند که وقتی علی فاطمه را از محمّد خواستگاری کرد، محمّد به او گفت قبل از تو نیز چند نفر این تقاضا را داشتند؛ ولی هرگاه من به فاطمه می‌گفتم اظهار بی‌میلی می‌کرد، چند لحظه صبر کن تا من نزد او بروم و برگردم. سپس خواستگاری علی را به گوش فاطمه رسانید. فاطمه ساکت ماند و صورتش را برنگرداند و محمّد کراهتی در چهره‌اش ندید و به‌همین دلیل آن را نشان بر رضا دانست. وَلیِری می‌گوید مطابق سایر منابع فاطمه اعتراض می‌کند و محمّد مجبور می‌شود که دخترش را این‌گونه راضی کند، که علی کسی است که از فضل و خویشاوندی و اسلام او آگاهی دارد و او اولین کسی بوده که اسلام آورده‌است. دِنیس سوفی روایت گلایهٔ فاطمه در ازدواج با علی — و به‌دنبال آن برشمردن صفات خوب علی از جانب محمّد — را در زمرهٔ روایت‌های مناقشه‌برانگیزی می‌داند که مقصود آشکار آن، استخراج مدح برای علی است. علی خانه‌ای نزدیک محمّد برای فاطمه ساخت. اما فاطمه خانه‌ای نزدیک‌تر به پدر از علی خواست و به‌همین‌سبب یکی از اهالی مدینه به‌نام حارِثَة بن نُعمان، خانهٔ خود را به زوج جوان بخشید.
منابع در خصوص سال و ماه برگزاری مراسم ازدواج اختلاف دارند. ازدواج با تأخیری چند ماهه از عقد، در سال اول یا دوم هجرت رخ داده‌است. به‌روایتی ازدواج پس از بازگشت علی از غزوهٔ بدر انجام شد و علی در این زمان ۲۵ سال داشت، اما سن فاطمه دقیقاً مشخص نیست. بنابر سنتی که محمّد معین نمود، برای مراسم ازدواج ولیمه داده شد و علی گوسفندی را برای آن سربرید. مسلمانان در میهمانی شرکت کردند. در شب زِفاف، محمّد به خانه آن‌ها رفت و درخواست ظرف آبی کرد. دست‌هایش را با آن شست و مقداری از آب را مَزمَزه کرد. سپس، مقداری را روی سر و شانه و سینهٔ علی و فاطمه ریخت. درآخر، در حق‌شان دعا کرد و آن‌ها را تبرک نمود.
سید حسین نصر می‌گوید ازدواج علی با فاطمه، دارای اهمیت معنوی خاصی برای تمام مسلمانان است؛ زیرا به‌عنوان ازدواجی میان مهم‌ترین شخصیت‌های مقدس از خویشان محمّد تلقّی می‌شود. محمّد که تقریباً هر روز به دیدار دخترش می‌رفت، با این ازدواج به علی نزدیک‌تر شد و یک بار به وی گفت که تو برادر من در این دنیا و آخرت هستی. به‌نوشتهٔ ویلفرد مادلونگ خانواده‌ای که از ازدواج این دو تشکیل شد، مکرراً از سوی محمّد مورد ستایش قرار می‌گرفت و محمّد از آن در واقعه‌هایی مانند رویداد مُباهِله و حدیث آل عبا، به‌عنوان اهل بیت یاد کرد. در قرآن نیز در موارد متعددی مانند آیهٔ تَطهیر، از اهل بیت به بزرگی یاد شده‌است.

#### زندگی زناشویی با علی
زندگی علی و فاطمه به همکاری گذشت. ایشان در آغاز نزد پیامبر رفتند و از او خواستند تا کارهای خانه را میانشان بخش کند. پیامبر کارهای بیرون از خانه را به علی سپرد و کارهای درون خانه را به فاطمه واگذارد. فاطمه زهرا از این تقسیم کار، به‌خاطر معاف‌شدن از کارهای بیرون از خانه، بسیار خوشحال شد. او چنان در خانه کار می‌کرد و سختی می‌کشید که علی ناراحت می‌شد. روایات فراوانی دربارهٔ مشاهدهٔ صَحابهٔ پیامبر کار سخت فاطمه زهرا را و کمک آنان به وی نقل شده‌است. غیر از این‌ها، همسرداری او نیز به‌گونه‌ای بود که علی بن ابی‌طالب را در ایفای نقشش در پیشبرد اسلام یاری می‌کرد و پیگیر اوضاع سیاسی و اجتماعی روز نیز بود؛ و در غیاب او در زمان نبرد، همهٔ کارهای داخل و خارج از خانه را عهده‌دار می‌شد. علی نیز هنگام بازگشت و حضور در خانه جویای حال فاطمه می‌شد.

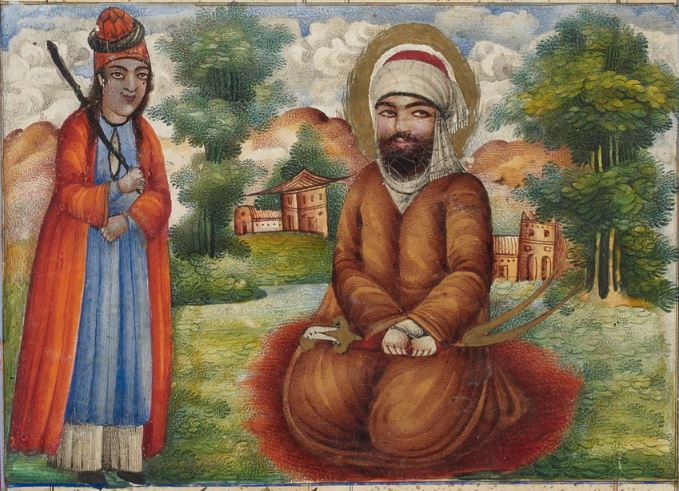
نگاره‌ای ایرانی از علی و فاطمه از ۱۳۶۳ میلادی

بااین‌که چندهمسری مُجاز بود، علی در زمان حیات فاطمه، با زن دیگری ازدواج نکرد. رابطهٔ زناشویی علی و فاطمه رابطهٔ ویژه‌ای بود و تک‌همسری علی تا پایان عمر فاطمه نشانه‌ای بر این امر است. منابع اهل سنّت این مسئله را — که چرا علی تک‌همسری را در زندگی با فاطمه اختیار کرده — با روایتی توضیح می‌دهند که در آن علی از دختر ابوجهل خواستگاری می‌کند، ولی پیامبر به او این اجازه را — به‌این‌دلیل که باعث ناراحتی فاطمه می‌شود — نداد. سه نسخهٔ مشهور این حدیث توسط مِسوَر بن مَخرَمه روایت شده‌اند که در هنگام درگذشت پیامبر حدود نُه سال داشته‌است. دنیس سوفی برخی از این روایت‌ها را در راستای بدنام‌کردن علی و برخی دیگر را در جهت تثبیت اعتقادات اهل سنّت می‌داند که در آن مرتبهٔ فضیلت خلفای راشدین، براساس ترتیب حکم‌فرمایی آن‌هاست و خلیفه‌های قبل از علی، از او برتر شمرده می‌شوند. و به نظر جعفر شهیدی سندیّت ماجرای خواستگاری «ضعیف» و «بدون پایهٔ استوار» است، چرا که راوی در آن زمان کودک بوده و الفاظی را به‌کار می‌برد که اشاراتی نامنطبق با اطلاعات تاریخی دارد، مانند زنده‌بودن ابوجهل در زمان ماجرا. سید علی میلانی در کتاب سِلسِلةُ إعْرِفِ الْحَقَّ تَعْرِفْ أهْلَه، حَدیثِ خِطْبَةِ علیٍّ بنتَ أبی‌جَهل با بررسی دقیق این حدیث در منابع صِحاح، مُسْنَدها و مُعْجَم‌های مُتِأَخِّر، اسناد و طُرُق آن و بررسی روایت مِسوَر بن مَخرَمه، متن روایت و مَدلول آن، به این نتیجه می‌رسد که این، حدیثی ساختگی از سوی آل زبیر بوده‌است.
مطابق منابع شیعه، علی در پاسخ محمّد — که از او دربارهٔ فاطمه پرسید — فاطمه را بهترین یاور در اطاعت خدا دانست؛ و فاطمه نیز در پاسخ پرسشی مشابه، علی را بهترین شوهر معرفی کرد. در برخی روایات آمده که فاطمه در پاسخ محمّد دربارهٔ این پرسش، می‌گوید که علی بهترین مردان است، اما زنان قریش به او کنایه می‌زنند که علی تهیدست است. محمّد در پاسخ فاطمه می‌گوید که پدر و شوهرش فقیر نیستند و با آن‌که خداوند ثروت‌های زمین را به او پیشنهاد کرد، او آخرت را بر دنیا ترجیح داد؛ و علی نیز کسی است که زودتر از دیگران اسلام آورده و علم و بردباری و عقل او از همهٔ مردم برتر است و خدا از بین همهٔ انسان‌ها، او و علی را برگزید؛ و سپس به فاطمه سفارش کرد که قدرشناسی علی را کند و از او سرپیچی نکند. درمقابل، محمّد به علی گفت که با فاطمه با مدارا و محبت رفتار کند و این‌که فاطمه پارهٔ تن اوست و هرکه فاطمه را بیازارد، او را آزرده و هرکه فاطمه را خشنود کرده محمّد را خشنود کرده‌است.
به‌گفتهٔ ولیری، زندگی فاطمه با علی همراه با اختلافات و کشمکش‌هایی بین این زوج بود و رفتار علی با فاطمه همراه با «شِدَّة» و «غِلاظ» بوده‌است. در این موارد فاطمه برای شکایت پیش محمّد می‌رفت. امیرمُعِزّی با توجه به گزارش دو عالم اهل سنّت، احمد بن حَنبَل در کتاب مسند و بُخاری در کتاب صَحیح می‌گوید که در چندین مورد محمّد مجبور به دخالت شد، که احتمالاً به‌خاطر تلاشِ علی برای ازدواج مجدد بوده‌است. وِرِنا کِلِم به‌استناد طَبَقات اثر ابن سعد، نوشته‌است که فاطمه یک بار از درشتی کلام علی آزرده شد، به پدرش برای میانجی‌گری رجوع کرد که در نتیجهٔ آن علی سوگند یاد کرد دیگر کاری خلاف میل فاطمه انجام ندهد. دنیس سوفی معتقد است در روایت‌های شکایت‌بردن فاطمه به پیامبر، از فاطمه به‌عنوان وسیله‌ای برای بالابردن شأن علی استفاده شده‌است. چراکه گلایه‌ها از علی، مقدمه‌ای برای مدح علی می‌شوند. درواقع، هرگاه فاطمه مشکل یا نگرانی در زندگی دارد، از تحسین علی برای آرام‌کردن او استفاده می‌شود. او با اشاره به این‌که صفات برشمرده‌شده از علی در برخی از این احادیث، مشابه صفاتی هستند که در احادیث مربوط به ازدواج برای متقاعدکردن فاطمه استفاده شده‌اند، این احادیث را صرفاً ابزاری رِوایی برای مدح علی می‌داند. به‌زعم او دلیل حذف‌نشدن این احادیث — با وجود تعارض با دیگر احادیث شیعه که در آن از ازدواج علی و فاطمه با عنوان الهی یاد می‌شود — همانا استفاده‌ای است که از این احادیث برای بالابردن سیمای علی در دعوای شیعه و سنّی در مسئلهٔ خلافت می‌شود. ازسوی‌دیگر، در گزارش‌هایی در منابع مانند کَشفُ‌الْغُمَّة از قول علی چنین آمده که محمّد در شب ازدواج به او گفت که با فاطمه با لطف و مدارا رفتار کند، چراکه فاطمه پارهٔ تن اوست و کسی که او را بیازارد، محمّد را آزار داده‌است؛ و پس از آن علی سوگند خورده که تا هنگامی که فاطمه زنده بود، باعث خشم او نشده و فاطمه نیز کاری نکرده که علی خشمگین شود؛ و نگاه به چهرهٔ فاطمه، برطرف‌کنندهٔ غم و اندوه علی بوده‌است. همچنین گزارش‌های شیعی مشابه این سخنان را در ساعت‌های پایانی زندگی فاطمه زهرا روایت می‌کنند. آن‌گونه‌که فاطمه خطاب به علی از عدم‌دروغگویی، خیانت‌نکردن و عدم‌مخالفت خود با دستورهای علی در طول زندگی زناشویی می‌گوید؛ و علی در پاسخ، پناه به خدا می‌برد که فاطمه در خانهٔ او رفتار ناپسندی داشته بوده‌باشد، چراکه خداترسی و نیکوکاری و تقوای فاطمه بیش از آن است که بتوان بر آن خرده‌ای گرفت. به‌گفتهٔ جعفر شهیدی اگرچه موضوع میانجی‌گری محمّد میان علی و فاطمه، در نوشته‌های تاریخ‌نویسان امروزی و در منابع اولیه — هم در منابع سنی و هم در منابع شیعه — آمده‌است، علمای شیعه مانند مجلسی و صَدوق احتمال صحّت این روایات را پائین دانسته‌اند. از دید آنان منش علی و فاطمه با یکدیگر چنان نبوده که میان‌شان چنان رنجشی رخ دهد که نیاز به میانجی افتد. به‌نوشتهٔ جعفر شهیدی، نسبت اختلاف میان علی و فاطمه بدان حد که کار به داوری محمّد میان آنان بینجامد، با اعتقاد شیعیان مبنی بر عِصمَت علی و فاطمه مغایرت دارد. ازسوی‌دیگر، منابع شیعی گزارش می‌کنند که فاطمه هرگز بی‌اجازهٔ علی از خانه بیرون نرفت و علی را هیچ‌گاه خشمگین نکرد. او هیچ‌گاه به علی دروغ نگفت و هرگز خیانت نکرد؛ و از علی نیز نقل شده که هرگز فاطمه را خشمگین نکرد و فاطمه نیز او را هیچ‌گاه خشمگین ننمود.
به‌گفتهٔ ولیری یکی از تعابیر کنیهٔ ابوتُراب — از کُنیه‌های علی — این است که روزی پس از مجادله با فاطمه، علی به‌جای پاسخ به خشم فاطمه خاک بر سر خویش پاشانده‌است. محمّد با دیدن این صحنه علی را ابوتراب نامید. به‌گفتهٔ علامهٔ امینی در الغدیر، این کنیه را پیامبر آن‌گاه که دید او بر روی زمین خوابیده و خاک بر پهلوی او نشسته‌است به او داد. به‌گفتهٔ امینی ابوتراب، از محبوب‌ترین القاب علی بود و این لقب از طرف محمّد پیش از ازدواج علی — در جِمادیُ‌الاوّل یا جمادی‌الثّانی سال دوم هجرت در غزوهٔ عَشیره یا روز پیوند برادری میان مسلمان — به او داده شده‌است.

#### تنگدستی در سال‌های آغازین ازدواج
علی و فاطمه زندگی فقیرانه‌ای را آغاز کردند؛ زیراندازشان پوست گوسفندی بود که شب بر رویش می‌خوابیدند و روز به شتر آبکش خود بر روی آن علوفه می‌دادند. رواندازشان نیز تکه‌عبای مُندَرِسی یَمَنی بود که درازایش نمی‌رسید که هم‌زمان روی سر و هم پاشان را بپوشاند. بالشی از چرم داشتند که درونش با لیف خرما پر شده‌بود؛ ولیری می‌گوید دلیلی نیست که احادیث دربارهٔ فقر فاطمه و علی را رد کرد؛ ولی این فقط مربوط به سال‌های آغازین ازدواجشان است - یعنی دوره‌ای که بسیاری از اعضای اجتماع مسلمانان همچون علی و فاطمه تنگدست بودند. پس از فتح خیبر در سال هفتم ه‍.ق بود که روزگار عُسْرَت این زوج به سر آمد؛ زیرا توانستند، همچون مسلمانان نمونه، سهمی از محصولات فدک را بگیرند. به‌گفتهٔ کارِن رافِل سرسختی فاطمه در تنگدستی الگویی از بهر شیعیان است، تا با ایمان به خدا با رنج‌های زندگی درآویزند.

##### تسبیحات فاطمه
در سال‌های اول ازدواج، علی پول کمی کسب می‌کرد. او از چاه آب می‌کشید و مزارع دیگران را آبیاری می‌کرد. فاطمه نیز خود خدمتکاری نداشت و خود غلّات را با دست آسیاب می‌کرد و بر اثر کار دستانش تاول زده‌بود. روزی علی خبردار می‌شود که پیامبر چند بَرده دریافت کرده‌است. علی، فاطمه را می‌فرستد تا یکی از این برده‌ها را از پدرش دریافت نماید. فاطمه پیش پدر می‌رود، اما در خود این جسارت را نمی‌بیند که چنین درخواستی نماید. سرانجام علی خود به‌همراه فاطمه راهی منزل پیامبر می‌شود، اما درخواست او از طرف پیامبر رد می‌شود. پیامبر به آن‌ها می‌گوید که «او نمی‌تواند اجازه دهد که اصحابِ صُفّه از گرسنگی رنج بکشند» و «من باید برده‌ها را بفروشم و پول آن‌ها را صرف کمک به آن‌ها کنم». پیامبر درعوض، ذکری که به تسبیح فاطمه زهرا معروف است را به زوج جوان می‌آموزد. گویند علی هیچ‌گاه پیش از خواب، گفتن این ذکر را ترک نمی‌کرد.

### فعالیت‌های اجتماعی و سیاسی

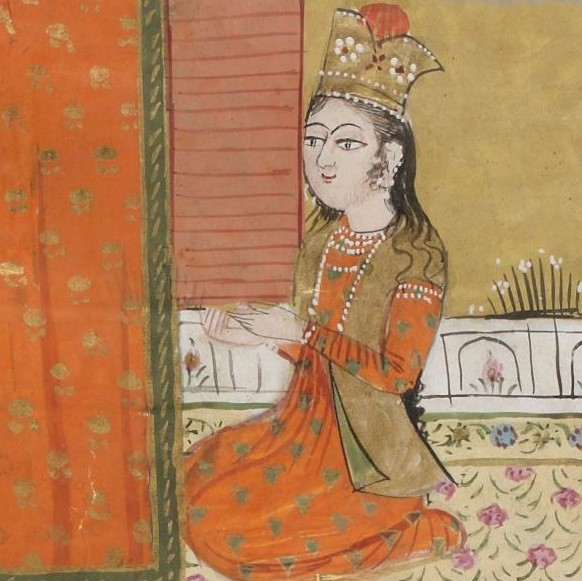
تصویر فاطمه در نگاره ایرانی متعلق به ۱۰۳۰ میلادی

هم منابع تاریخی و هم منابع دینی مشارکت فعّال فاطمه در منزل و در اجتماع را ثبت کرده‌اند، و او را اهل زُهد و کنار نهادن امور دنیا ندانسته‌اند. دانش حقوقی فاطمه و دادخواهی او نشانهٔ حضورش در امور اجتماعی است. در نبرد احد وی خون را از زخم‌ها و شمشیر پدرش پاک می‌کند و به‌روایت واقدی زنانِ مداواکنندهٔ مجروحان را رهبری، و برای کشتگان مسلمان سوگواری می‌کند.
به‌نظر می‌رسد که فاطمه تنها در سه کار سیاسی مهم دخالت داشته که در همه منابع شیعه و سنّی، هرچند به روایات گوناگون، ثبت شده‌است. نپذیرفتن محافظت از ابوسفیان پس از فتح مکه، دفاع دلیرانه از علی پس از درگذشت محمّد و مخالفت با گزیدن ابوبکر به خلیفگی و منازعات خشن با عمر، و سرانجام ادّعای مالکیت بر میراث پدر و ستیهندگی با ابوبکر به‌ویژه دربارهٔ فدک و سهم خیبر که ابوبکر کلّاً نپذیرفت.

### پس از درگذشت محمد

#### رویداد خانهٔ فاطمه
رویداد خانهٔ فاطمه (به عربی: حَرْقِ دار)، به روایاتی اشاره می‌کند که براساسش ابوبکر پس از برگزیدگی به خلیفگی مسلمانان همراهِ گروهی ازجمله عمر به‌قصد گرفتن بیعت به خانهٔ علی می‌رود و آن‌جا با مقاومت علی و فاطمه روبه‌رو می‌شود. به‌نوشتهٔ ویلفرد مادلونگ پس از این‌که در سَقیفه با ابوبکر همچون خلیفه بیعت می‌شود، علی و هوادارانش که عباس بن عبدالمطلب و بنی‌هاشم و زبیر از ایشان بودند در خانهٔ فاطمه گرد می‌آیند. عمر «تهدید» می‌کند که اگر پیروان علی بیرون نیایند و با ابوبکر بیعت نکنند، خانه را به آتش می‌کشد. نشانه‌هایی هست که پس از خروج حامیان علی، خانهٔ فاطمه تَفتیش شده‌است. به‌عقیدهٔ لَئورا وِچّا وَلیِری، حتی اگر به این داستان شاخ‌وبرگ داده شده‌باشد و جزئیاتی ساختگی به آن افزوده شده‌باشد، ریشهٔ تاریخی آن را نمی‌شود نادیده گرفت.
سید جعفر شهیدی، نویسندهٔ شیعه، تهدید به آتش‌زدن را تأیید می‌کند. از نظر او با توجه به این‌که شیعیان یا گروه‌های سیاسی موافقشان در نخستین سالیان هجرت نیرویی نداشته‌اند، جعل روایات مربوط به این رویداد ناممکن می‌نماید. به‌علاوه می‌گوید که بعضی از این روایات در نوشتارهای مَغربِ اسلامی هم آمده‌است. اما در این باره که «آیا بازوی دختر پیغمبر را با تازیانه آزرده‌اند»، یا «می‌خواسته‌اند با زور به درون خانه راه یابند و او که پشت در بوده‌است، صدمه دیده» می‌نویسد «در آن گیرودارها ممکن است چنین حادثه‌هایی رخ داده‌باشد». به‌گفتهٔ دنیس سوفی، روایتِ طَبَری از گفتهٔ ابوبکر در بستر مرگ که «کاش خانهٔ فاطمه را، اگر هم به قصد جنگ بسته‌بودند، برنگشوده‌بودم» به‌طور غیرمستقیم به این معناست که خانهٔ فاطمه ممکن بوده به‌زور باز شده‌باشد.

#### اختلافات مالی با ابوبکر
پس از درگذشت پیامبر اسلام، کشمکشی بین ابوبکر، خلیفهٔ وقت، ازیک‌سو و فاطمه و عباس، عموی محمّد، ازسوی‌دیگر بر سر اموال محمّد به‌وجود آمد. به‌گفتهٔ ولیری، این اختلاف بر سر اموالی مانند فدک و سهمی از خِیبَر بود. فاطمه و عباس ادعای تَمَلُّک و به‌ارث‌رسیدن این اموال را داشتند. اما ازسوی‌دیگر ابوبکر از دادن این اموال به آنان سر باز زد، با این استدلال که پیامبر به او گفته‌است که اموال او به ارث نمی‌رسد و باید صرف صدقه شود. بررسی احادیث نشان می‌دهد که در طی دو مرحله، فاطمه در این مورد با ابوبکر به جدال پرداخت که در مرحلهٔ اول عباس نیز در این اختلاف حضور داشت. در برخی منابع اهل سنت مانند طبری به مصادرهٔ فدک، اعتراض فاطمه، پاسخ ابوبکر و خشم فاطمه نسبت به او اشاره شده یا برخی مانند بلاذری مفصّل‌تر موضوع را نقل کرده‌اند. اما بیشتر آن‌ها از دید میراث به آن نگریسته‌اند و با گزارش گفتهٔ ابوبکر موضوع را ختم کرده‌اند و گاهی تا جایی پیش رفته‌اند که گفته‌اند فاطمه پس از شنیدن استدلال ابوبکر از اعتراض دست کشید. ازسوی‌دیگر، پژوهشگران شیعه براساس منابع اهل سنت، گزارش‌های احتجاج‌های فاطمه زهرا را نقل کرده‌اند. آنان برپایهٔ همین منابع نشان داده‌اند که پس از مصادرهٔ فدک به‌دست ابوبکر، فاطمه زهرا بارها با او و در منظر عمومی احتجاج کرده‌است. در یکی از این گزارش‌ها که در حضور مُهاجِر و اَنصار انجام شده، فاطمه گفته که فدک هِبِهٔ پیامبر است و بر این گفتهٔ خویش، علی، حسن، حسین و اُمِّ‌اَیْمَن را شاهد آورد؛ و پس از آن ادامه داده که حدیث مورد استناد ابوبکر را نه‌تنها کسی نشنیده، بلکه برخلاف نَصِّ صریح قرآن است. اما این استدلال‌ها مورد اعتنا واقع نشد.
ویلفرد مادلونگ می‌گوید ابوبکر بدین‌ترتیب، نه‌تنها اموال خاندان محمّد را از اختیار آن‌ها درآورد، بلکه اظهار کرد که اگر آن‌ها نیاز مالی داشته‌باشند صدقه بگیرند. این کار در مخالفت قطعی با سنّت محمّد بود که خاندانش را به‌جهت موقعیت طَهارَت از پذیرش صدقه منع کرده‌بود. همچنین، بدین‌ترتیب پرداخت سهم ویژهٔ (خُمس) آن‌ها از غنائم و فَیْء هیچ توجیهی نداشت. علاوه‌برآن، این حدیث که ابوبکر طرح کرد، به ابوبکر این اعتبار را می‌داد که محمّد به او دستورهای ویژه‌ای برای خلافت پس از خود داده‌است. چنان‌که عایشه می‌گوید، فاطمه پس از آن ابوبکر را ترک کرد و تا شش ماه بعد که از دنیا رفت با وی سخن نگفت. علی نیز، فاطمه را شبانه دفن کرد و به خلیفه اطلاع نداد. به‌طور طبیعی موضع شیعیان بر این است که این اموال متعلق به فاطمه‌است و آن‌ها توسط ابوبکر غصب شده‌است. سید جعفر شهیدی، از افراد غیرشیعه‌ای چون ابن ابِی الْحَدید و نَقیبِ بَصْری یاد می‌کند که به نقل رویداد خطبهٔ فَدَکیّه پرداخته‌اند. او با این استدلال که این افراد — اهل سنت مُعْتَزِلی — سودی از جعل این روایات نمی‌بردند، رویداد دعوای حقوقی فدک را صحیح می‌داند.
افزون‌بر این احتجاج‌ها، گزارش‌های واگذاری مجدد فدک به فاطمه یا فرزندان او در کتاب‌های تاریخ و حدیث اهل سنّت و شیعه، دلیل روشنی بر حقانیّت دعوی فاطمه از سوی پژوهشگران شیعه دانسته شده‌است، مانند گزارش نوشتن سندِ مالکیّتِ فدک برای فاطمه از سوی ابوبکر، و پس از او، بازگرداندن فدک به فرزندان فاطمه در دوره‌های گوناگون توسط عُمَر بن عبدُالعَزیز اُمَوی، سَفّاح عباسی، مَهدی عباسی و مَأمون عباسی. برخی از اهل سنّت، مصادرهٔ فدک را اجتهاد دانسته‌اند. اما شیعه با توجه به این‌که این مصادره، تنها مصادرهٔ ابوبکر بوده و ازسوی‌دیگر بخشش‌های فراوانی از بیت‌المال برای مستحکم‌کردن خلافت در منابع گزارش شده، با نکوهش این کار، رنجاندن فاطمه را — که با توجه به حدیث پیامبر، مساوی با رنجاندن خدا و پیامبر اوست — گناهی بزرگ از سوی ابوبکر دانسته‌اند.
دنیس سوفی می‌نویسد احادیثی که بر دخیل‌بودن فاطمه در رویدادهای پس از درگذشت پیامبر دلالت دارند، باوجود جانب‌دارانه‌بودن‌شان حاوی مقداری حقیقت هستند. به‌این‌دلیل که اهل سنّت نتوانستند به‌طور کامل آنچه را که به‌وضوح برای بازسازی تاریخ‌شان زیان‌آور بود محو کنند: این مسئله که فاطمه با ابوبکر بر سر ضبط خلافت و املاک پیامبر دعوا داشته‌است، این‌که فاطمه هیچ‌گاه او را به‌خاطر کارهایش نبخشید، و این‌که درگذشت او برای مدتی — احتمالاً به‌خواست خود فاطمه — مخفی نگاه داشته‌شد تا مانع سرپرستی ابوبکر از مراسم کفن و دفن فاطمه شود. چیزی که در این مورد کنایه‌آمیز است، این است که این پنجرهٔ کوچک به شخصیت فاطمه توسط اهل سنّت نادیده گرفته‌شده یا کوچک شمرده‌شده، ولی توسط شیعیان بزرگ شده و بیش از اندازه روی آن تأکید شده‌است.
پس از حجةالوداع، محمّد به فاطمه گفت که وی اولین نفر از خانواده‌اش است که پس از درگذشتش به وی ملحق خواهد شد. محمّد چند روز پس از آن درگذشت. فاطمه بسیار غم‌زده گشت و پس از مدتی درگذشت. بعضی منابع اولیه چنین می‌نماید که در پایان عمر، او با ابوبکر که تقاضای عیادت او را داشته‌است، آشتی می‌کند. اما اکثریت منابع چنین می‌نویسند که او تا پایان عمر، از ابوبکر عصبانی بود. رسول جعفریان بر این باور است که تردیدی در خشمگین‌بودن فاطمه زهرا نسبت به ابوبکر و عمر به‌خاطر موضوع فدک و جانشینی پیامبر نیست؛ و فاطمه بی‌رضایت از آنان از دنیا رفت.

### درگذشت

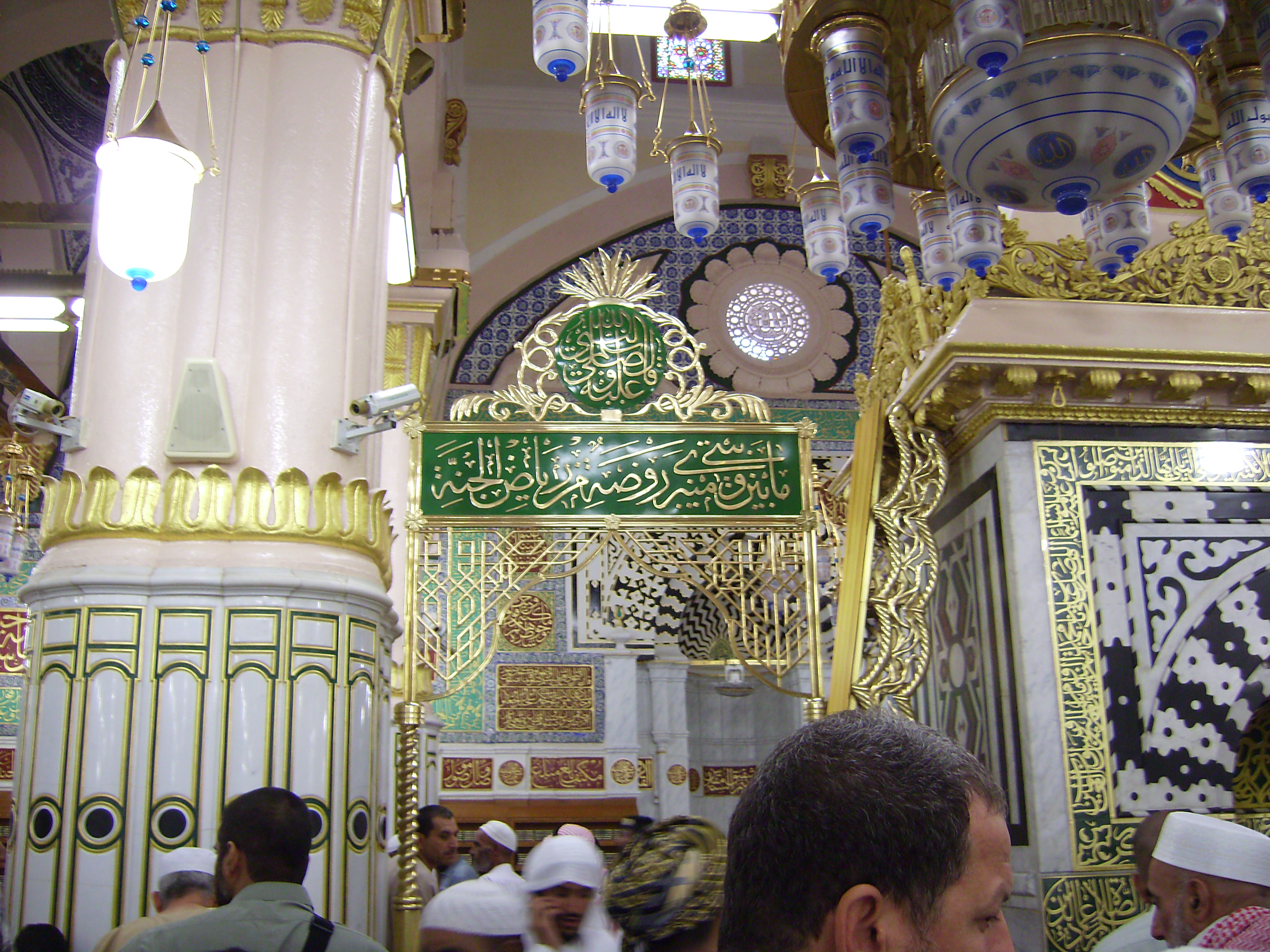
نمایی از روضهٔ نَبَوی در مسجد النبی، یکی از مکان‌های احتمالی مدفن فاطمه زهرا

به گفته دانشنامه اسلام، فاطمه مدت کوتاهی بعد از درگذشت محمد بیمار شد. اغلب منابع می‌گویند رابطه او با ابوبکر تا پایان عمرش قهرآمیز باقی ماند، اما گروهی دیگر از آشتی میان آن دو روایت کرده‌اند. روایتی که معمولاً نقل می‌شود این است که او در آخرین لحظات عمر، با شستشوی بدن خود را برای مرگ آماده کرد و به اسما بنت عمیس که در آن لحظات به او کمک می‌کرد، سپرد که هیچ‌کس محل دفن او را نداند. سپس در تخت پاکیزه‌ای که در وسط اتاق بود دراز کشید و به استقبال مرگ رفت. منابعی که این روایات را نقل کرده‌اند قصد دارند نشان دهند فاطمه در آرامش درگذشت که این در تضاد با دسته دیگری از منابع است؛ در منابعی مانند یعقوبی آمده‌است که فاطمه همسران محمد و زنان قریش که در زمان بیماری به عیادتش رفته بودند را سخت ملامت کرد و از اَسما خواست به عایشه اجازه ورود ندهد. به گفته طبری، فاطمه تمایل نداشت دیگران او را در چنان وضعیت نحیفی ببیند. به‌مانند سایر اتفاقات زندگی خصوصی فاطمه، درگذشت او نیز در هاله‌ای از ابهام است.
دربارهٔ سقط محسن و علت درگذشت فاطمه زهرا نقل‌ها و نظرات گوناگونی میان اهل سنت و شیعه درجریان بوده‌است. مجدالدین فیروزآبادی در اَلْقاموسُ الْمُحیط، مَجدِالدّین بن اَثیر به نقل از ابن‌عباس در جامِعُ الاُصول، ذَهَبی در سِیْرُ اَعْلامِ النُّبَلاء، عَسْقَلانی در الإصابه، ابن کثیر در اَلْبِدایَة و النَّهایَة، عبدالله بَحْرانی اصفهانی در عَوالِمُ الْعُلوم به نقل از مُوَفَّق بن احمد خوارزمی در مَقتَلُ الْحُسَیْن و ابن شهرآشوب در مَناقِب به بیان وجود محسن پرداخته‌اند بدون آن‌که سبب درگذشت را ذکر کنند. کُلِیْنی در الکافی، صَفوری شافِعی در نُزْهَةُالْمَجالِس و مُنْتَخَبُ‌النَّفائِس، شیخ مفید در الإرشاد خبر سِقطِ محسن را بدون بیان علت آن گزارش کرده‌اند. شیخ طَبْرِسی در إعْلامُ الْوَریٰ و علّامه حِلّی در اَلْمُسْتَجاد مِن کِتابِ الإرشاد مطلب مفید را نقل کرده‌اند. جمال‌الدّین مُحَدِّث هِرَوی در اَلاَربَعین، محمد بن طلحه شافعی در مَطالِبُ السَّئول، ابراهیم طِرابلُسی حَنَفی در نقل شجره‌نامهٔ علی بن ابی‌طالب در کتاب اُولادِ الإمام علی نیز سقط محسن را بدون بیان علت نقل کرده‌اند. مُطَّهَر بن طاهِر مَقْدِسی در اَلْبَدْءِ و التّاریخ در بخش ذکر نوادگان پیامبر، محسن را نام می‌برد و می‌گوید که محسن در کودکی مرد، اما به‌باور شیعه در اثر ضربهٔ عمر سقط شد. حُرِّ عامِلی در اِثباتُ الْهُداة از مقدسی خبر سقط محسن به‌خاطر ضرب و جرح فاطمه زهرا توسط عمر و انتساب آن به شیعه را نقل می‌کند و این‌که مقدسی به روایت بلاذری نیز اشاره می‌کند. عِمادُالدّین طَبَری در کامِل بَهائی، علی بن محمّد عُمَری در اَلْمَجدی، اِبن قُتَیْبه در المعارف، ابن سعد جزایری در الإمامه نیز مطلب را این‌گونه بیان می‌کنند. تاج‌الدّین حسینی در اَلتَّتِمَّةُ فی تَواریخِ الْأئِمَّة، علّت درگذشت فاطمه زهرا را نیز ضرب و جرح توسط عمر و سقط محسن می‌داند. باقر شریف قُرِشی با استناد به منابع اهل سنت و شیعه، سقط جنین فاطمه را — که در اثر صدمات و جراحات وارده در حین رویداد خانهٔ فاطمه اتفاق افتاد و منجر به شکستگی پهلو فاطمه زهرا شد — بیان می‌کند. به‌گزارش او، محمّد شهرستانی در اَلْمِلَلُ و النِّحَل، اِبنِ حَجَرِ عَسْقَلانی در لِسانُ الْمیزان، مسعودی در اِثباتُ الْوَصیَّة، شمس‌الدین ذهبی در میزانُ الإعتِدال، ابن شهرآشوب به نقل از المعارف ابن قتیبه در مَناقِبُ آلِ ابی‌طالب، صَلاح‌الدّین صَفْدی در اَلْوافی بِالْوَفَیات، طبری در دَلائِلُ الإمامَة، طَبْرِسی در اَلإحتِجاج و محمدباقر مجلسی در بحارالانوار این مطلب را بیان کرده‌اند.
سید جعفر مرتضی عاملی در کتاب مَأساةُ الزَّهراء به بررسی اقوال مختلف در این‌باره می‌پردازد و می‌گوید که ابن قتیبه در المعارف این مطلب را آورده، اما در دوره‌های بعدی نوشتهٔ او تحریف شده‌است. در این راستا او به نقل ابن شهرآشوب و گنجی شافعی از المعارف اشاره می‌کند، که با مطلب اولیه تطابق دارد. عاملی ادامه می‌دهد که شهرستانی سخن نَظّام در این‌باره را نقل می‌کند، اما آن را دروغ و فریب می‌داند. بغدادی، مَقْریزی و صَفْدی نیز نقل نظّام را بیان می‌کنند؛ و این‌ها درحالی‌است که به‌قول جاحِظ، نظّام شدیدترین مردم در اعتراض به رافِضیان به‌خاطر طعن آنان بر صحابه بود. عاملی گزارش ابن سعد را نیز در این‌باره نقل می‌کند. عاملی می‌گوید ابن ابی الحدید ضرب و جرح فاطمه زهرا و سقط جنین او را از امور شنیع و زشتی می‌داند که فقط شیعه از آن‌ها نام می‌برد و از نظر دانشمندان اهل سنّت بی‌اساس است. اما خودش ماجرای سقط محسن را از استادش نقل کرده و با ذکر داستان هَبّار بن اَسوَد، از موضع پیامبر در این‌باره از وی پرسیده و استادش نیز در پاسخ گفته که این مسئله از نظرش متعارض است و در این‌باره نظر خاصی ندارد. ابن ابی الحدید رویداد خانهٔ فاطمه را تنها در برخی موارد درست می‌داند، اما آتش زدن و دیگر کارها را بعید و آن‌ها را تنها در نقل شیعه می‌داند، اما در همان‌حال می‌گوید که علاوه‌برآن عده‌ای از اهل حدیث هم مانند آن روایت کرده‌اند.
دربارهٔ تاریخ درگذشت فاطمه زهرا تاریخ‌نویسان قول‌های مختلفی نقل کرده‌اند. به‌نوشتهٔ ولیری فاطمه شش ماه پس از درگذشت پدرش از دنیا رفت. برخی منابع سی یا سی و پنج روز پس از درگذشت محمّد گفته‌اند. برخی دیگر چهل و پنج روز یا هفتاد و پنج روز از آن تاریخ ذکر کرده‌اند؛ و دیگر منابع قول نود و پنج روز را نقل کرده‌اند.

#### خاکسپاری
بنابر روایات شیعه، فاطمه وصیت کرده‌بود دوست ندارد افرادی که به او ستم کردند و اسباب خشم و غضب او را فراهم کردند، بر پیکرش نماز بخوانند و در تشییع او حاضر شوند؛ از این‌ رو خواسته‌ بود او را مخفیانه تشییع و دفن کنند و محل دفن او مخفی بماند. علی به کمک اَسماء بِنت عُمِیس، همسرش را غسل داد و خود بر پیکرش نماز خواند. به‌ جز علی چند نفر دیگر نیز در نماز شرکت کردند، که در مورد تعداد و نام افراد اختلاف وجود دارد. طبق نقل‌ها، حسن مجتبی، حسین، عباس بن عبدالمطلب، مِقداد، سلمان، ابوذر، عمّار، حُذَیْفه، عَقیل، زبیر، عبدالله بن مسعود، بُرَیْده و فضل بن عباس در این نماز شرکت داشتند.
به‌گفتهٔ ولیری، بیشتر منابع اوّلیه خاکسپاری فاطمه را شبانه، نهانی و بی حضور ابوبکر و عمر می‌دانند؛ ولی قول‌هایی نیز هست که ابوبکر در مراسم خاکسپاری حاضر بوده و نماز میت بر فاطمه خوانده‌ است. دنیس سوفی بر آن است که به خاطر تواتر روایت‌های رنجش فاطمه از ابوبکر، چنین می‌نماید که مراسم کفن و دفن فاطمه به‌خواستهٔ خودش شب‌هنگام برگزار شده تا ابوبکر، به‌عنوان رئیس اجتماع اسلامی، نتواند در مراسم تشییعش دستی داشته‌ باشد.

#### محل دفن
به‌گفتهٔ ولیری در دانشنامهٔ اسلام، تقریباً تمام منابع موافق هستند که فاطمه در قبرستان بقیع دفن شده‌ است و بعضی منابع محل قبر را نیز مشخص می‌کنند. به‌نوشتهٔ این منابع محل دفن فاطمه در کنار مسجد رقیّه (نام زنی که مسجد را بنا کرده‌ است) در گوشهٔ خانهٔ عقیل — برادر علی — به‌فاصلهٔ هفت ذِراع از خیابان است. اما طبق گفتهٔ سایر منابع بعد از دفن یا مدتی پس از آن، دیگر محل دفن نامعلوم بود. مسعودی می‌نویسد مقبره‌ای وجود داشته‌ است که در کتیبهٔ موجود در آن مقبره، نام فاطمه و سه نفر دیگر از خاندان علی به‌عنوان صاحبان مقبره نوشته شده‌بود. اما مسعودی تنها کسی است که چنین جزییاتی را بیان می‌کند. در این مقبره سه امام شیعه آرمیده‌اند و قبر دیگر، امروزه به فاطمه بنت اسد منسوب است. مقدسی مقبرهٔ فاطمه را در فهرست مکان‌هایی قرار می‌دهد که دربارهٔ آن اختلاف‌نظر وجود دارد اما محتمل است که فاطمه «فِی الْحُجْره» (در خانه‌اش) دفن شده‌ باشد. در منابع شیعه احتمال دفن در بقیع از اهمّیّت کمتری برخوردار است. به‌گفتهٔ سید مرتضی عسکری، آخرین احتمال دربارهٔ محل دفن فاطمه زهرا، خانهٔ اوست. این امکان با چندین سند معتبر پشتیبانی می‌شود. اسناد اصلی این ماجرا از اهل بیت دریافت می‌شود؛ زیرا آنان اعضای اصلی خانهٔ پیامبر هستند که دربارهٔ این موضوع بهتر از دیگران می‌دانند. برخی از پژوهشگران بر این باورند که براساس حدیثی از پیامبر، فاطمه در روضهٔ نبوی، میان منبر و مدفن محمد، دفن است. این احتمال با احادیثی از جعفر صادق و علی بن موسی الرضا تقویت می‌شود. درمجموع، فقهای شیعه برای زیارت فاطمه زهرا سه مکان را در اولویت دانسته‌اند: نخست در روضهٔ نبوی میان قبر و منبر پیامبر، دوم در خانهٔ خود فاطمه زهرا که اکنون در مسجد قرار گرفته‌است؛ و سوم در قبرستان بقیع.

## فرزندان
حسن مجتبی در سال دوم ه‍.ق زاده شده‌است که در این صورت ازدواج فاطمه نمی‌تواند بعد از غزوه بدر بوده‌باشد. یا به‌روایتی در نیمهٔ رمضان سال سوم ه‍.ق بوده‌است. فاطمه حسین را پنجاه روز پس از تولد حسن باردار شد و در اولین روزهای شعبان به‌سال چهارم ه‍.ق به‌دنیا آورد. در کنار این دو پسر و فرزند مرده‌به‌دنیاآمده مُحسِن یا مُحَسَّن، فاطمه دو دختر به‌دنیا آورد که به‌نام دو تن از عمه‌هایشان زینب و اُم‌ّکلثوم نام‌گذاری شدند. حسن بزرگ‌ترین پسر علی و فاطمه زهرا و دومین امام شیعه است که طبق روایات در ۶۲۵ م در مدینه به‌دنیا آمد. بعد از کشته شدن علی، برای مدت کوتاهی در کوفه بر بخشی از سرزمین‌های مسلمانان خلافت کرد و سپس طبق عهدنامهٔ صلح با معاویه از قدرت کناره گرفت. او در ۶۷۰ م در مدینه مسموم شد و درگذشت. حسین دومین پسر علی و فاطمه زهرا و سومین امام شیعه است که طبق بیشتر روایات در ۶۲۶ م در مدینه به‌دنیا آمد. وی در سال ۶۸۰ م علیه یزید قیام کرد و در نبرد کربلا به همراه یارانش کشته شد.
نسل علی از فاطمهٔ زهرا به‌عنوان «شریف» یا «سَیِّد» شناخته می‌شوند. آن‌ها به‌عنوان تنها نسل بازمانده از محمّد، مورد احترام شیعه و سنی هستند. علی تا زمانی که فاطمه زنده بود همسر دیگری نداشت، اما پس از او با زنان متعددی ازدواج کرد. به‌جز چهار فرزندی که از فاطمه داشت، بقیهٔ فرزندانش از همسران دیگر او بودند.

## فاطمه زهرا در قرآن و روایات

### آیات مرتبط با فاطمه زهرا

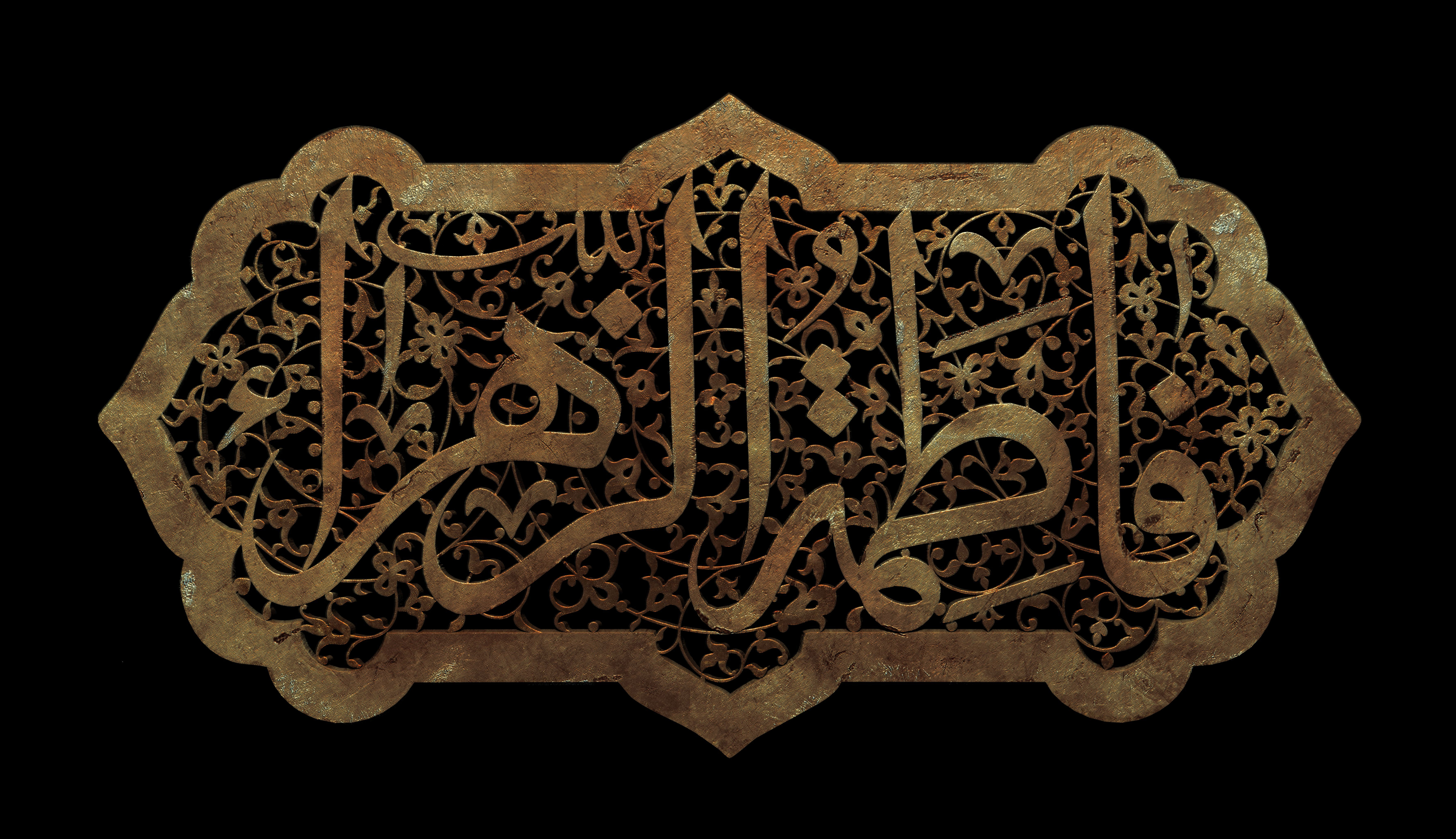
نسخهٔ بازسازی‌شده از نقش نام فاطمه زهرا به خط ثلث در مشبکی فولادی از دورهٔ صفوی. این اثر در کانون هنر شیعی ایران بازسازی شده و نسخهٔ اصلی آن در موزهٔ آقاخان در شهر تورنتو، کانادا نگه‌داری می‌شود.

در بسیاری از آیات قرآن به فاطمه زهرا اشاره شده، امّا، همچون امامان شیعه، نامی از او به‌میان نیامده‌است. پژوهشگران و نویسندگان اهل سنّت و شیعه شمار گوناگونی از آیات را دربارهٔ فاطمه دانسته‌اند. بعضی ۳۰ آیه، بعضی ۶۰ آیه در ۴۱ سوره و بعضی هم ۱۳۵ آیه از ۶۷ سوره را دربارهٔ او می‌دانند. این اختلاف به دو دلیلِ نوع انتساب آیات و اختصاص بخشی از آیات به موضوع است: گاهی بیش از یک آیه است که فاطمه را موضوعش دانسته‌اند و یک بار به‌شمار آورده‌اند، و گاهی دو موضوع دربارهٔ فاطمه در یک آیه بازشناخته شده‌ است. بیشتر این موارد انتساب براساس احادیث است، امّا برخی نیز از جهت شأن نزول و تطبیق مصداق و برخی هم از نظر تأویل و بطن آیات و برخی تفسیر است.

#### سورهٔ انسان
سید محمدحسین طباطبایی، از مفسّران شیعه، در بحث روایی تفسیر این سوره، با گزارش روایات موجود در کتاب‌های اهل سنّت و شیعه، شأن نزول این سوره را مرتبط با علی و فاطمه و داستان بیماری فرزند یا فرزندانشان و نذر برای بهبودیشان برمی‌شمارد. از مفسران اهل سنت، شهاب‌الدین آلوسی در روحُ‌الْمَعانی، فخر رازی در تفسیر کبیر و شوکانی در فَتحُ الْقَدیر گزارش می‌کنند که این آیات دربارهٔ علی بن ابی‌طالب و فاطمه زهراست.

#### سورهٔ قدر
حسن حسن‌زادهٔ آملی در تفسیر عرفانی سورهٔ قدر می‌گوید سِیرِ حُبّیِ وجود، در قوس نزول، در منازلی است که به شب تعبیر شود؛ همان‌گونه‌که در سیر ظهور صعودی، به روز. بعضی شب‌ها لَیالیِ قدر و بعضی از روزها ایام‌الله است؛ و فاطمه لَیلةُالقدرِ یازده کلام‌اللهِ ناطق است، چنان‌که جعفر صادق گفت: کسی که حق معرفت به فاطمه پیدا کند، یعنی به‌درستی او را بشناسد، لیلةالقدر را ادراک کرده‌ است. او می‌گوید انسان کامل، قرآنِ ناطق است و بنابراین، یازده قرآن ناطق در شبی مبارکه که مادر امامان است، نازل شده‌است؛ و می‌گوید به‌گفتهٔ پیامبر کسی که فاطمه را آن‌چنان‌که شایسته‌ است بشناسد، شب قدر را درک کرده و فاطمه ازآن‌رو که خلایق از کُنْهِ شناخت او بریده شده‌اند، فاطمه نامیده شد.

#### سورهٔ کوثر
در تفسیر المیزان دربارهٔ سوره کوثر آمده که معنای آن، خیرِ کثیر است و عجیب آن است که مفسران در بیان مصداق آن، اختلاف فراوانی دارند و بیست و شش معنی برای آن ذکر کرده‌اند. علّامه طباطبایی در ادامه بیان می‌کند که با توجه به آیهٔ آخر سوره و از سوی دیگر با درنظرگرفتن روایات گوناگون دربارهٔ داستان گویندگان به بی‌نسل‌ماندن پیامبر اسلام، این سوره دلالت بر فاطمه و فرزندان او و کثرت نسل پیامبر از طریق فاطمه زهرا دارد. آلوسی نیز در روح‌المعانی و در ادامهٔ مباحثی، همان داستان مذکور در المیزان را بیان می‌کند. فخر رازی در تفسیر کبیر و بَیْضاوی در اَنوارُ التَّنزیل نیز، یکی از مصداق‌های کوثر را کثرت فرزندان و نسل پیامبر اسلام بیان می‌کنند.

#### آیهٔ مباهله
به‌نوشتهٔ طباطبایی، رویداد مُباهِله از رویدادهای صدر اسلام و ماجرای رویارویی پیامبر اسلام و اهل بیتش از یک‌سو و مسیحیان نَجران ازدیگرسو است. در این رویداد، مسیحیان نجران با پیامبر دربارهٔ درستی دعوتش مُحاجّه (دلیل آوردن) کردند و این گفتگو سرانجام به آن‌جا کشید که با درخواست مباهله از سوی محمّد مواجه شدند. در تفسیر روح‌المعانی نیز نویسنده بیان کرده که منظور از افراد در آیهٔ مباهله، علی، فاطمه، حسن و حسین هستند و ادامه می‌دهد که این موضوع دلالت بر برتری اهل بیت دارد. فخر رازی در تفسیر کبیر، بیضاوی در انوار التنزیل، مَحَلّی و سُیوطی در تفسیرُ الْجلالِیْن، ابن کثیر در تفسیرُ الْقرآنِ الْعَظیم و ابن عَطیّه اَندِلُسی در اَلْمُحَرَّرُ الْوَجیز نیز، افراد حاضر در مباهله را، علی، فاطمه، حسن و حسین دانسته‌اند.

#### آیات نور
آیه یا آیات نور به آیات ۳۵ تا ۳۸ سورهٔ نور گفته می‌شود. در بحث روایی این آیات در المیزان احادیثی روایت شده که مصداق این آیات را اهل بیت پیامبر می‌داند و «مِشکاة» را همانا فاطمهٔ زهرا؛ و در ادامه آمده که منظور از بیوت در این آیات بیت انبیا است که بیت علی و فاطمه نیز یکی از آن‌هاست. در روح‌المعانی نیز در توضیح آیهٔ ۳۶ و دربارهٔ بیوتِ مطرح‌شده در آن، روایتِ بیتِ انبیا نقل شده‌است. ابن مَغازِلی در مناقب، حدیثی از موسی کاظم نقل می‌کند که در آن، مراد از «مِشکوٰة» و «کَوکَبٌ دُرّیٌّ» فاطمه زهرا بیان شده‌است.

#### آیهٔ تطهیر
علّامه طباطبایی در بحث جامعی در تفسیر این آیه در المیزان، مخاطب این آیه را اصحاب کسا می‌داند و به احادیث آن که تعداد آن‌ها بیش از هفتاد حدیث است و بیشتر از طریق اهل سنّت هستند اشاره می‌کند. آلوسی در تفسیر خود ضمن بیان روایات مختلف دربارهٔ مصداق اهل بیت در این آیه، به حدیث کسا اشاره می‌کند و اهل بیت را اصحاب کسا می‌داند. طبری در جامعُ الْبَیان بسیاری از احادیث را نقل می‌کند که این آیه را دربارهٔ علی، فاطمه، حسن و حسین می‌دانند. بیضاوی در انوار التنزیل نیز می‌گوید شیعیان معتقدند که این آیه دربارهٔ علی، فاطمه و دو فرزندشان است و دربارهٔ عصمتِ آنان، به این آیه احتجاج می‌کنند، اما این احتجاج با قبل و بعد آیه متناسب نیست و احادیث هم تنها به این اشاره دارد که اینان از اهل بیت پیامبر به‌شمار می‌روند. فخر رازی در تفسیر کبیر می‌گوید نظر معتبرتر این است که اهل بیت، فرزندان پیامبر — فاطمه — و همسران و حسن و حسین و علی هستند. ابن کثیر در تفسیر القرآن العظیم حدیث ایستادن پیامبر به‌مدت شش ماه بر در خانهٔ فاطمه و صدازدن اهل بیت برای نماز و حدیث کسا را بیان می‌کند. ابن عطیه در المحرر الوجیز با اشاره به حدیثی از پیامبر می‌گوید این آیه در حق پیامبر، علی، فاطمه، حسن و حسین نازل شده‌است. ماتُریدی در تَأویلاتُ أَهلِ السُّنَّة می‌گوید شیعیان با استناد به حدیث کسا، این آیه را دربارهٔ اهل بیت — علی، فاطمه، حسن و حسین — می‌دانند.

#### آیهٔ مودت
در المیزان دربارهٔ آیهٔ ۲۳ سورهٔ شُوریٰ و در توضیح و تفسیر این آیه، ضمن گزارش گفته‌های مختلف مفسران و سنجش و نقد آن‌ها، آمده‌است که مقصود از «مَوَدَّتِ قُربیٰ»، محبّت اهل بیت محمّد — علی، فاطمه، حسن و حسین — است؛ و در ادامه نیز روایات گوناگون از طریق اهل سنت و شیعه که به این موضوع تصریح شده، آمده‌است. آلوسی در تفسیر این آیه، روایتی را از ابن‌عباس نقل می‌کند که در آن، از پیامبر دربارهٔ کیستیِ «قُربیٰ» در این آیه پرسش شده و پاسخ پیامبر علی، فاطمه، حسن و حسین بوده‌است. طبری در جامع البیان با اشاره به معانی مختلف «قُربیٰ»، در تفسیر آیه می‌گوید منظور نزدیکان پیامبر هستند. فخر رازی در تفسیر کبیر به‌نقل از تفسیر کشّاف زمخشری و نیز ابن عطیه در المحرر الوجیز می‌گویند منظور علی، فاطمه و دو پسرشان — حسن و حسین — هستند. ابن کثیر در تفسیر القرآن العظیم داستان اسارت علی بن الحسین و خطاب فردی در دمشق به او، و پاسخ علی بن الحسین به او دربارهٔ کیستی «قربیٰ» را بیان می‌کند.

### در سیرهٔ پیامبر اسلام

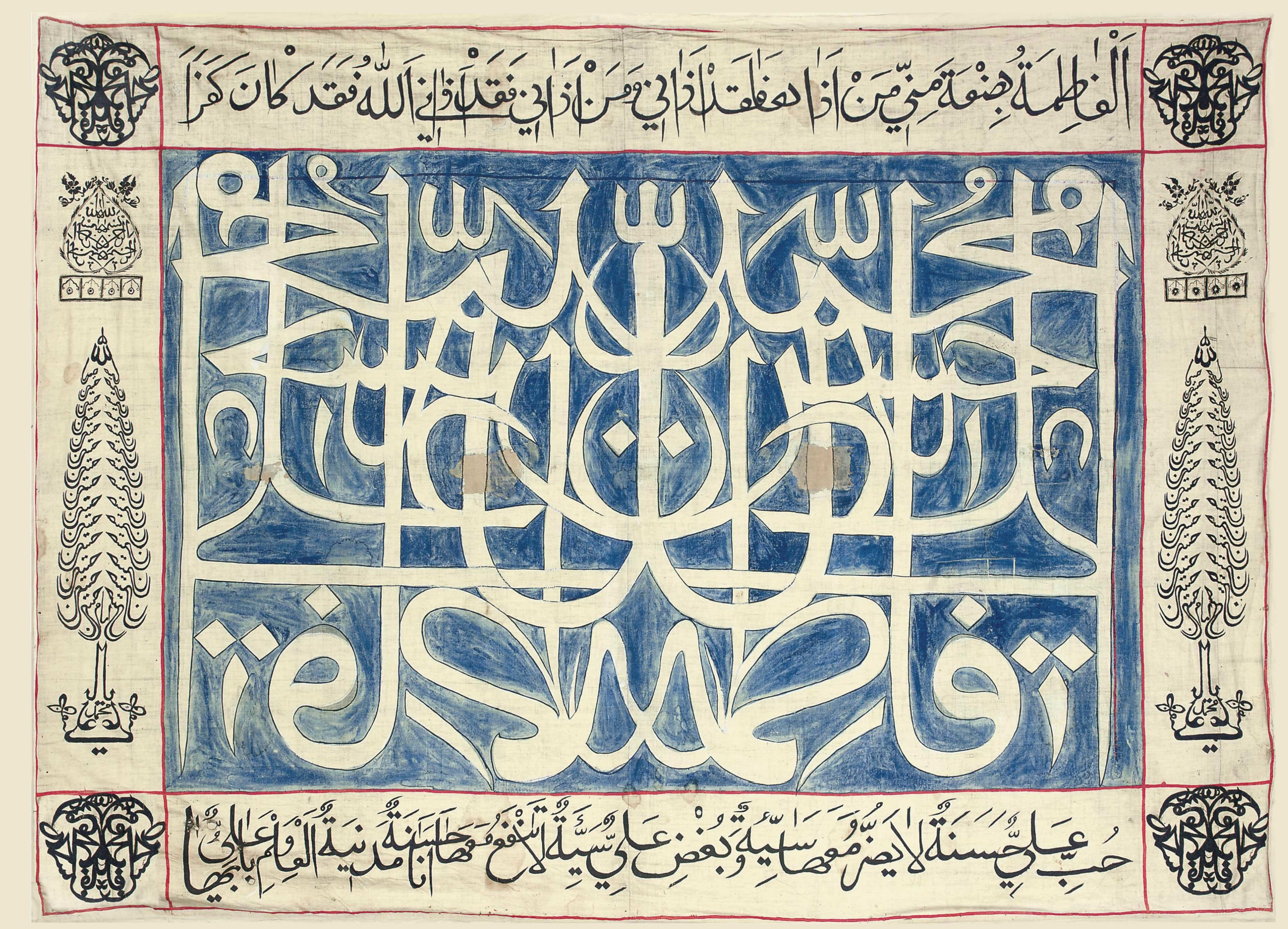
خط‌نقاشیِ نام آل کسا و دو حدیث از پیامبر اسلام روی پارچه، احتمالاً متعلّق به ایران یا آسیای مرکزی، سدهٔ سیزده ه‍. ش

حجاز در آستانهٔ ظهور اسلام سرزمینی خشک با آب‌وهوایی سخت، معیشتی طاقت‌فرسا و فرهنگی خشن بود. زن در آن جامعه منزلتی نداشت و مایهٔ سرشکستگی برای خانواده‌اش بود، تا جایی که برخی اعراب بیابان‌گرد اقدام به زنده‌به‌گورکردن نوزادان دختر خود می‌کردند. در چنین محیطی، به‌این‌ترتیب، سنت محمّد در تکریم فاطمه در تقابل با آموزه‌های فرهنگی محیط حجاز بود.
احادیث محمّد دربارهٔ فاطمه دو دسته‌اند: دستهٔ نخست آن‌هایی که منحصراً دربارهٔ فاطمه زهراست؛ و دستهٔ دوم احادیثی که دربارهٔ اهل بیت محمّد هستند که شامل فاطمه به‌عنوان یکی از اعضای آن هم می‌شوند. در این‌جا از ذکر احادیث دستهٔ دوم خودداری می‌شود. برخی از مهم‌ترین آن‌ها حدیث سفینه، حدیث نجوم و حدیث ثقلین هستند.

#### حدیث بضعه
حدیث بَضعَه از احادیث مشهور و معروف و حتی مُتَواتِرِ معنوی محمّد پیامبر اسلام است. این حدیث به ۲۸ لفظ مختلف در بسیاری از کتاب‌ها ازجمله دست‌کم ۱۸ منبع اهل سنت و ۱۳ منبع شیعه روایت شده‌است. دربارهٔ علّت صدور این حدیث چند ماجرا نقل شده که عبارتند از: نخست ماجرای پرسش محمّد از علی دربارهٔ بهترین چیز برای زنان و پرسش علی در این‌باره از فاطمه و پاسخ فاطمه؛ دوم در ماجرای پذیرش توبهٔ ابولُبابه انصاری و بازکردن او از ستون توبه توسط فاطمه زهرا؛ سوم در ماجرایی که محمّد فاطمه را معرفی کرد؛ چهارم در شب عروسی علی و فاطمه که محمّد این جمله را خطاب به علی گفت؛ و پنجم ماجرایی که توسط مسور بن مخرمه دربارهٔ خواستگاری علی از دختر ابوجهل و ماجراهای پس از آن روایت شده‌است. محمدجعفر طبسی در پژوهشی دربارهٔ این حدیث در منابع اهل سنت، ضمن این‌که ۱۲۳ منبع حدیث بضعه در کتاب‌های اهل سنت را ذکر می‌کند، دربارهٔ روایت پنجم اشکال‌هایی را مطرح، و به دلایل مختلف صحت این ماجرا را رد می‌کند.
تقریباً همهٔ منابع اهل سنّت این حدیث را تنها از مسور بن مخرمه یا عبدالله بن زبیر و دربارهٔ ماجرای خواستگاری یا بدون ذکرِ علّتِ صدورِ حدیث نقل کرده، و به موارد دیگر اشاره نکرده‌اند. از مهمّ‌ترین این منابع عبارتند از: مُتَّقی هندی در کَنزُ العُمّال، مُحب‌ّالدین طبری در ذَخائِرُ الْعُقبیٰ، طَبَرانی در اَلْمُعجَمُ الْکَبیر، سیوطی در اَلْخَصائِصُ الْکُبریٰ، ذهبی در سِیْرُ اَعْلامِ النُّبَلاء و اَلْمُنتَقیٰ مِن مِنهاجِ الإعتِدال، ابونُعَیْم اصفهانی در اَمالی، ابن حجر عسقلانی در اَلْمَطالِبُ الْعالیَةُ، و ابن حَجَر هِیْتَمی در اَلصَّواعِقُ الْمُحْرِقَة.

#### حدیث سرور زنان عالم
حدیث «سَیِّدَةُ النِّساءِ الْعالَمین» از دیگر احادیث محمّد است که برتری فاطمه بر زنان جهان را بیان می‌کند. منابع اهل سنت و شیعه نقل می‌کنند که محمّد فاطمه را سرور زنان همهٔ جهانیان خوانده‌است. در برخی از منابع اشاره شده که او سرور زنان بهشتی — به‌جز مریم — و در برخی دیگر او سرور زنان همهٔ عوالم است. حاکم نیشابوری و ذهبی، از محدثان برجسته اهل سنت، این روایت را صحیح می‌دانند. برخی از دانشمندان اهل سنّت مانند آلوسی، عبدالرحمن سهیلی، محمد بن عبدالباقی زَرقانی، سفارینی، ابن الجکنی، شیخ رفاعی و محمد طاهر القادری بر برتری فاطمه زهرا تأکید کرده‌اند. در منابع روایی و تفسیری شیعه نیز، روایات فراوانی در این‌باره موجود است. مُحب‌ّالدین طبری در ذَخائِرُ الْعُقبیٰ حدیثی را از پیامبر نقل می‌کند که در آن از مریم دختر عِمران، خدیجه بنت خویلد، فاطمه بنت محمّد و آسیه همسر فرعون، به‌عنوان چهار زن برتر جهانیان نام برده می‌شود. او در ادامهٔ همین مطلب، حدیث عیادت پیامبر از فاطمه زهرا در هنگام بیماری و بعضی روایات دیگر از پیامبر را نقل می‌کند که فاطمه زهرا را «برترین سرور زنان جهان» یا «سرور زنان جهان» می‌نامند. ابن اسحاق نیز این موضوع را در سیرهٔ نبوی ذکر می‌کند، اما ابن هشام آن را از نسخهٔ خودش حذف می‌کند.
ذهبی در سِیْرُ اَعْلامِ النُّبَلاء نیز همین دو حدیث را به‌همراه حدیثی دیگر با لفظ «خَیْرُ نِسَاءِ العَالَمین» نقل می‌کند. ذهبی در تاریخ الاسلام نیز دو حدیث نقل‌شده از طبری به‌همراه احادیث خود در سیر اعلام النبلاء را تکرار می‌کند. ابن عساکر در تاریخ مدینة دمشق حدیث عیادت پیامبر از فاطمه زهرا در هنگام بیماری را نقل می‌کند که فاطمه زهرا را «سرور زنان جهان» می‌نامد. سیوطی در اَلدُّرُّ الْمَنثور نیز احادیث نقل‌شدهٔ طبری در ذخائر العقبی را به‌همراه احادیثی دیگر بیان می‌کند. ابن حجر عسقلانی در فَتحُ الْباری احادیثی را از پیامبر نقل می‌کند که در آن‌ها فاطمه زهرا «سرور زنان جهان» و «سرور زنان اهل بهشت» به‌جز مریم عنوان می‌شود. ابن کثیر در اَلْبِدایَة و النَّهایَة نیز احادیثی را نقل می‌کند که «بهترین چهار زن جهان» یا «چهار سرور زنان جهان» فاطمه بنت محمّد، خدیجه بنت خویلد، آسیه بنت مُزاحم و مریم بنت عِمران هستند. مُتَّقی هندی در کَنزُ العُمّال احادیثی را نقل می‌کند که در آن‌ها از فاطمه زهرا با عنوان «سَیِّدَةُ نِساءِ الْعالَمین» و «سَیِّدَةُ نِساءِ أَهلِ الْجَنَّة» نام برده می‌شود. عِزّالدّین بن اثیر در اُسْدُ الْغابَة احادیثی را نقل می‌کند که پیامبر در بستر مرگ، در برابر گریهٔ فاطمه زهرا به‌خاطر درگذشت پدرش، او را «سیّدة نساء العالمین» یا «سیّدة نساء أهل الجنّة» خطاب می‌کند. ابونعیم اصفهانی در حِلْیَةُ الاولیاء حدیث عیادت پیامبر از فاطمه زهرا در هنگام بیماری را نقل می‌کند که فاطمه زهرا را «سرور زنان جهان» یا «سرور زنان روز قیامت» می‌داند.

### در کلام امامان شیعه
از امامان شیعه احادیثی دربارهٔ فاطمه زهرا نقل شده‌است. درون‌مایهٔ این احادیث پیامبرشناسیِ فاطمه، علم او، حجاب او، عشقِ پیامبر اسلام به او، فراوانیِ گریهٔ او، دوری او از هر بدی، ستاره بودن او برای ساکنان آسمان‌ها، سروری او زنان عالم را، سخن‌گفتن او با فرشتگان، انسان‌دوستیش در مقام دعا، کم‌نظیریش و نبودن کفوی برای او در روی زمین جز علی بن ابی‌طالب و همسرداری و سخت‌کوشیش در امور خانه است. بعضی دیگر از احادیث نیز بر جنبه‌های ویژه‌ای از فاطمه زهرا تأکید می‌کند، مانند حدیث در صدّیقه و شهیده بودن او، حُجَّت بودن او بر امامان شیعه و الگو بودنش برای حُجَّتِ بنِ الْحسن، امام دوازدهم شیعیان.

## آثار
در اعتقادات شیعه مجموعهٔ سخنان برجای‌مانده از فاطمه از منابع علم امامان شناخته می‌شود.

### مصحف فاطمه
مُصحَفِ فاطمه، بنابر روایات شیعه، کتابی است شامل اخبار و اطلاعاتی دربارهٔ آیندهٔ جهان که توسط جبرئیل به فاطمه داده شده‌است. این کتاب رخدادهایی تا روز قیامت شامل سرنوشت فرزندان و ذریهٔ او، نام همه فرمانروایان و کارهاشان و ازاین‌دست علوم و اخبار را دربردارد؛ هرچند مطالب کتاب اخبار غیبی است، اما مشابه قرآن نیست و چیزی دربارهٔ قرآن یا شریعت ندارد، بلکه آیندهٔ تاریخ را تا روز قیامت ترسیم کرده‌است. به‌گزارش امیرمعزّی، این کتاب ازسوی جبرئیل در طول هفتادوپنج روز پس از درگذشت محمّد، به فاطمه زهرا نشان داده و به او تقدیم شد؛ و فاطمه زهرا آن را بر علی بن ابی‌طالب اِملا کرد و او نیز آن را نوشت. باقر شریف قرشی قرآنِ دیگر دانستنِ مصحف فاطمه را احمقانه و سبب متّهم‌شدن شیعه به تحریف قرآن دانسته‌است.

### خطبه‌ها

#### خطبهٔ فدکیه
اکنون که چنین است این مرکب خلافت و آن فدک، همه از آنِ شما، محکم بچسبید و رها نکنید ولی بدانید این مرکبی نیست که بتوانید راه خود را بر آن ادامه دهید: پشتش زخم، و کف پایش شکافته‌است! داغ ننگ بر آن خورده، و غضب خداوند علامت آن است، و رسوایی ابدی همراه آن، و سرانجام به آتش برافروختهٔ خشم الهی که از دل‌ها سربرمی‌کشد خواهد پیوست! فراموش نکنید آنچه را انجام می‌دهید در برابر خداست. «آن‌ها که ستم کردند به‌زودی می‌دانند که بازگشت‌شان به کجاست!» و من دختر پیامبری هستم که شما را در برابر عذاب شدید انذار کرد، «آنچه از دست شما برمی‌آید انجام دهید، ما هم انجام می‌دهیم؛ و انتظار بکشید، ما هم منتظریم!»

خطبهٔ فَدَکیه سخنرانی فاطمه زهرا در مسجد پیامبر پس از درگذشت پدرش و در جریان ماجرای اختلاف مالی با ابوبکر بر سر فدک بود. محتوای این خطبه افزون‌بر توضیح دربارهٔ مسئلهٔ فدک، دربارهٔ توحید، نبوّت، معاد، احکام، قرآن، وضعیت حجاز پیش از بعثت، فعالیت‌های پیامبر و علی بن ابی‌طالب برای گسترش و تثبیت اسلام، فتنه‌ها، غدیرخم، عهدشکنی مردم، ماجرای سقیفه و مخالفت با نَصِّ صریح قرآن است. راویان اصلی این خطبه در آثار اهل سنت و شیعه عبارتند از: زینب، حسین بن علی، محمد باقر، عایشه، ابن عایشه، ابن‌عباس، عبدالله بن حسن بن حسن، ابوهشام محمد، عَوانه و عطیّه عوفی. تعداد سندهای این خطبه بیش از بیست سند است. قدیمی‌ترین سند این خطبه کتاب بَلاغاتُ النِّساء اثر ابن طَیْفور (درگذشته ۲۸۰ ه‍.ق) است.

#### خطبهٔ عیادت
سخنرانی دیگر فاطمه زهرا در زمان بیماری او و در جمع زنان مهاجرین و انصار مدینه است، که برای عیادت از او آمده‌بودند. برطبق منابع پس از ایراد این خطبه و نقل آن از سوی زنان خطاب به مردان مهاجر و انصار، گروهی از آنان نزد فاطمه زهرا آمده و عذر آوردند که اگر پیش از بیعت، علی بن ابی‌طالب از آنان طلب یاری کرده‌بود، او را یاری می‌کردند. اما اکنون دیگر کاری است که شده‌است. فاطمه زهرا در پاسخ، عذر آنان را نپذیرفت و آیات قرآن و احادیث پیامبر را به آنان یادآوری کرد. راویان اصلی این خطبه عبارتند از: علی بن ابی‌طالب، علی بن الحسین، فاطمه دختر حسین بن علی، ابن‌عباس و عطیّهٔ عوفی. تعداد سندهای نقل این خطبه هشت سند است. قدیمی‌ترین سند این خطبه نیز بلاغات النّساء است. این خطبه در کتاب‌هایی مانند اَمالی، کشف‌الغمّه، احتجاج و بحارالانوار نیز آمده‌است.

### روایات
روایات نقل‌شده از فاطمه زهرا در کتاب‌های تفسیر اهل سنّت تنها دوازده روایت است؛ و این درحالی است که از بین این دوازده حدیث تنها یک حدیث در این کتاب‌هاست و دیگر احادیث در آثار توفیق ابوعَلَم نقل شده‌است. از میان دوازده حدیث نقل‌شده توسط ابوعلم، سه حدیث مانند همان یک روایت رایج مذکور است.
برطبق منابع شیعه حدیث لوح فاطمه حدیثی است که جبرئیل از جانب خدا در روزهای پس از تولّد حسین بن علی، آن را به محمّد و پیامبر نیز آن را به دخترش فاطمه زهرا هدیه داد. بر روی این لوح که سبزرنگ بوده، نام دوازده امام از اهل‌بیت پیامبر اسلام نوشته شده‌است. فاطمه نیز آن را به جابر بن عبدالله انصاری از صحابهٔ محمّد نشان داده و اجازه داد تا از آن نسخه‌ای بردارد.

### دعا
دعاهای فاطمه زهرا را می‌توان چهار دسته کرد: دربارهٔ خدا، دربارهٔ کمالات معنوی، برای نیازمندی‌های زندگی و چهارم دعا برای دیگران. «دعای نور» از پرآوازه‌ترین دعاهای فاطمه دربارهٔ صفات خداوندی است.

## ویژگی‌های ظاهری و جسمانی
برخلاف خواهرش رقیّه که منابع اولیه از زیبایی او سخن گفته‌اند، منابع دربارهٔ ظاهر فاطمه خاموشند؛ جزاین‌که آورده‌اند که مانند محمّد گام برمی‌داشته‌است. احادیث دربارهٔ رنجوری و بیماری او را نمی‌توان پذیرفت و احتمالاً این احادیث به احوالی گذرا در زندگی فاطمه اشاره می‌کند. به‌گفتهٔ ولیری، این‌که فاطمه پنج فرزند آورد، دو بار از مدینه به مکّه رفت، و در خانه سخت کار می‌کرد همه بر این دلالت دارد که از سلامت خوبی برخوردار بوده‌است.

## دیدگاه‌ها دربارهٔ مقامات معنوی

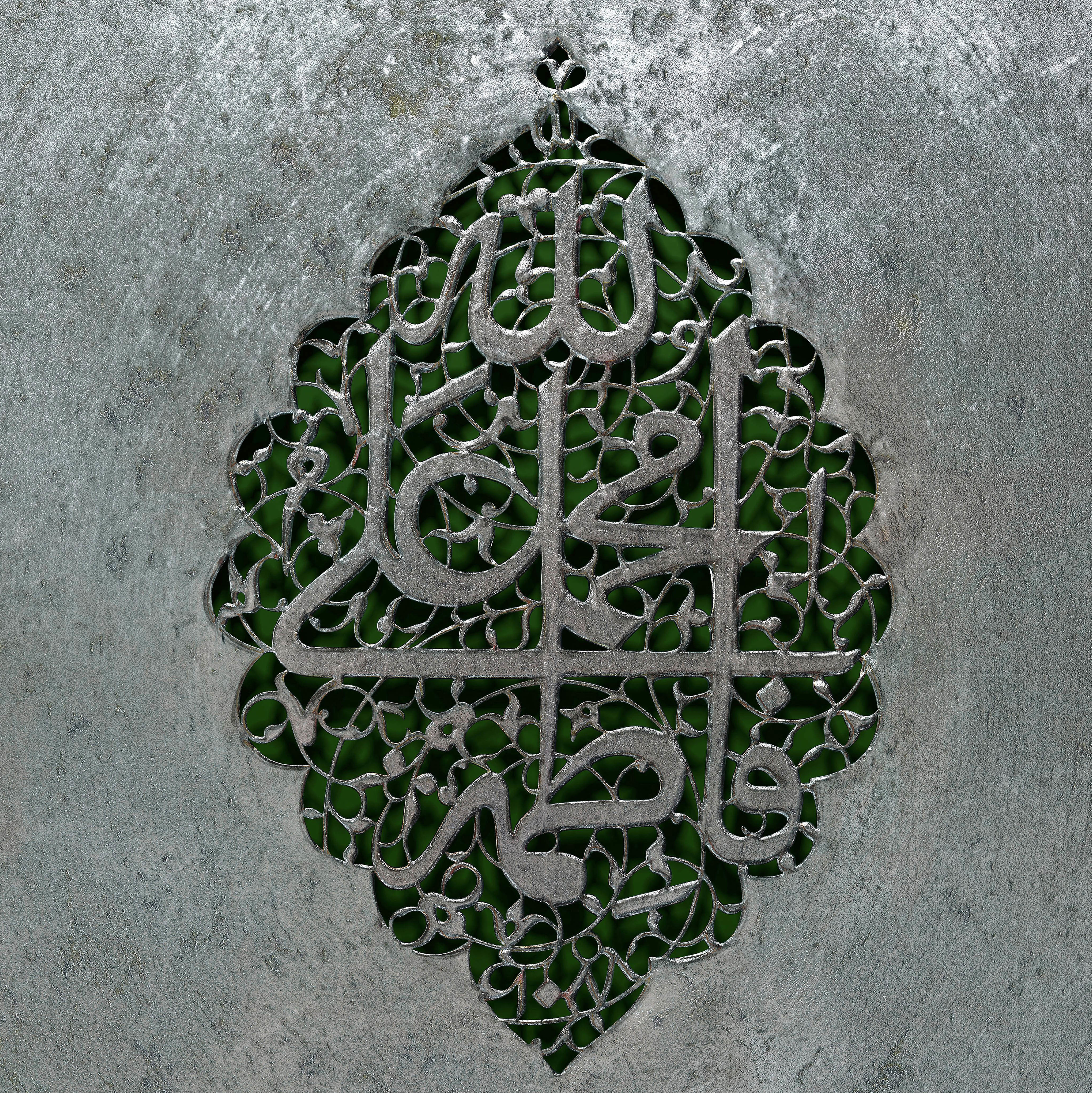
نام الله، محمّد، علی و فاطمه در مشبّکی فلزی متعلّق به دورهٔ صفوی

به‌رغم کاستی منابع تاریخی دربارهٔ فاطمه زهرا، اهمّیّت او در باورهای عامه و داستان‌های مردم جهان اسلام چشمگیر است. جین کالمرد گوید که در این‌گونه داستان‌ها معمولاً آنچه وی «ناخوشایند» وصف می‌کند — مانند کشمکش‌های فاطمه با علی — محو می‌شود و به جایش نکته‌هایی که وی «به سود» فاطمه تشخیص می‌دهد — مانند شجاعتش در رویارویی با ابوبکر در مسئلهٔ فدک — بزرگ نموده می‌شود. به‌علاوه، این داستان‌ها انواع کرامات و معجزات و حکایاتی اندر زایش و نامزدی و عروسی و دوشیزگی و بارداری و مادری و قدرت فاطمه به تفصیل شرح داده‌اند. منابع مذهبی دربارهٔ فاطمه بسیار فراوان است. فاطمه در منابع مذهبی شیعه و سنّی از اهل بیت پیامبر اسلام شمرده می‌شود و یکی از پنج کس نامی به آل کسا یا آل عبا و از افرادی است که وجود نورانی او هزاران سال پیش از خلقت جهان به ارادهٔ خداوند به‌وجود آمده‌است.

### در نگاه اهل سنت
در منابع اهل سنّت بر روی شخصیت او به‌عنوان بانویی پرهیزکار و باایمان تأکید می‌شود. این منابع به‌ویژه بر دختر پیامبر مسلمانان، زندگی زاهدانهٔ او و الگوی تقوا تأکید دارند. در منابع اهل سنّت روایت‌های دال بر رابطهٔ نزدیک میان فاطمه و پدرش به صورت‌های فراوانی ذکر شده‌است، مانند حدیث سرور زنان و حدیث بضعه. شخصیت فاطمه با شخصیت مریم مقایسه شده که خداوند در قرآن وی را خالص ساخته و بر زنان جهان برگزیده‌است؛ بلکه در روایت ترمذی به‌عنوان سرور زنان بهشت از مریم برتر دانسته شده‌است.
این منابع از محبوبیت او و تربیتش نزد پیامبر گزارش می‌کنند؛ حق‌طلبی‌اش در زمان پیامبر و پس از آن را بیان می‌کنند؛ و شُکوه و عظمتش را در قیامت گزارش می‌کنند. در منابع تفسیری اهل سنّت، پرداختن به برخی دیگر از ابعاد شخصیتی فاطمه زهرا به‌چشم می‌خورد. این منابع، فاطمه زهرا را در جایگاه راوی حدیث و سنّت، قاری و مفسر معرفی می‌کنند و عمل او را مستندِ فتوا می‌دانند. از موقعیت ممتاز فاطمه نزد مردم و پناهندگی به او می‌گویند و این‌که مخاطب پیامبر در تلاوت آیاتی ویژه است. او را برخوردار از غذای بهشتی و بانوی برتر جهان (سیّدة النّساء العالمین) می‌دانند. بسیاری از این منابع، او را یکی از مصادیق «کوثر» می‌دانند که نسل پیامبر از طریق او گسترش و پراکندگی یافت؛ او را به‌همراه علی، حسن و حسین، اهل بیت پیامبر می‌دانند که مصداق آیهٔ تطهیر هستند؛ «مَوَدَّت فِی الْقُربیٰ» را دربارهٔ او، علی، حسن و حسین می‌دانند؛ و مصداق «نِساءَنا» در آیهٔ مباهله معرفی می‌کنند؛ و در نهایت این‌که به همراه علی بن ابی‌طالب و کنیزشان فِضِّه، مصداق «اَبرار» در سورهٔ انسان می‌دانند.

### نزد شیعه
فاطمه به‌عنوان «مادر امامان»، جایگاه ویژه‌ای در بینش شیعه دارد. او به‌عنوان تنها فرزند بازماندهٔ محمّد، همسر علی و مادر حسن و حسین، دارای جایگاه منحصربه‌فردی بین شیعیان است. بنابه دیدگاه شیعیان، فاطمه شخصیتی مطهّر، معصوم و به‌عنوان الگویی برای زنان مسلمان مطرح است. در منابع شیعه، بر شفقت و بخشندگی‌اش در عین تنگدستی که داشت، تأکید شده‌است.

#### دیدگاه زیدیه
زیدیه در موضوع امامت بر این عقیده‌اند که امامت علی بن ابی‌طالب پس از پیامبر، و امامت حسن مجتبی و حسین بن علی بر حق است؛ و امامت منحصراً در فرزندان فاطمه — چه حسنی باشند یا حسینی — و با شروط معینی استمرار دارد. آنان همهٔ فرزندان فاطمه از حسن و حسین را اهل بیت پیامبر می‌شمارند.

#### دیدگاه اسماعیلیه
به‌گفتهٔ ولیری، اسماعیلیه بیشتر پیوندها میان بُعدِ افسانه‌ای و بعد تاریخی فاطمه زهرا را به‌خاطر بالابردن موقعیت فاطمه زهرا حفظ می‌کنند؛ اما در موضوع خلقت، فاطمه زهرا به‌عنوان عنصری ثانویه میان عناصر عرفانی و نیمه‌عرفانیِ فراوانِ دیگر جایگاه می‌یابد؛ و دراین‌حال، او تحت‌الشّعاعِ دیگر عناصر قرار می‌گیرد و بیشتر پیوندها با بعد تاریخی‌اش ازمیان می‌رود. او در ادامه به اعتقاداتی از اسماعیلیه اشاره می‌کند که در منابع شیعهٔ امامی موجود نیست، مانند یکی‌دانستن فاطمه زهرا با مسجدالاقصی، غار اصحاب کَهف و صخرهٔ موسی که آبی به‌صورت معجزه از آن فوران کرد. خلافت فاطمیان براساس نام فاطمه زهرا بنا شده‌است. تفکرات این سلسله در اسماعیلیه نیز ادامه یافت.

#### شیعه دوازده امامی

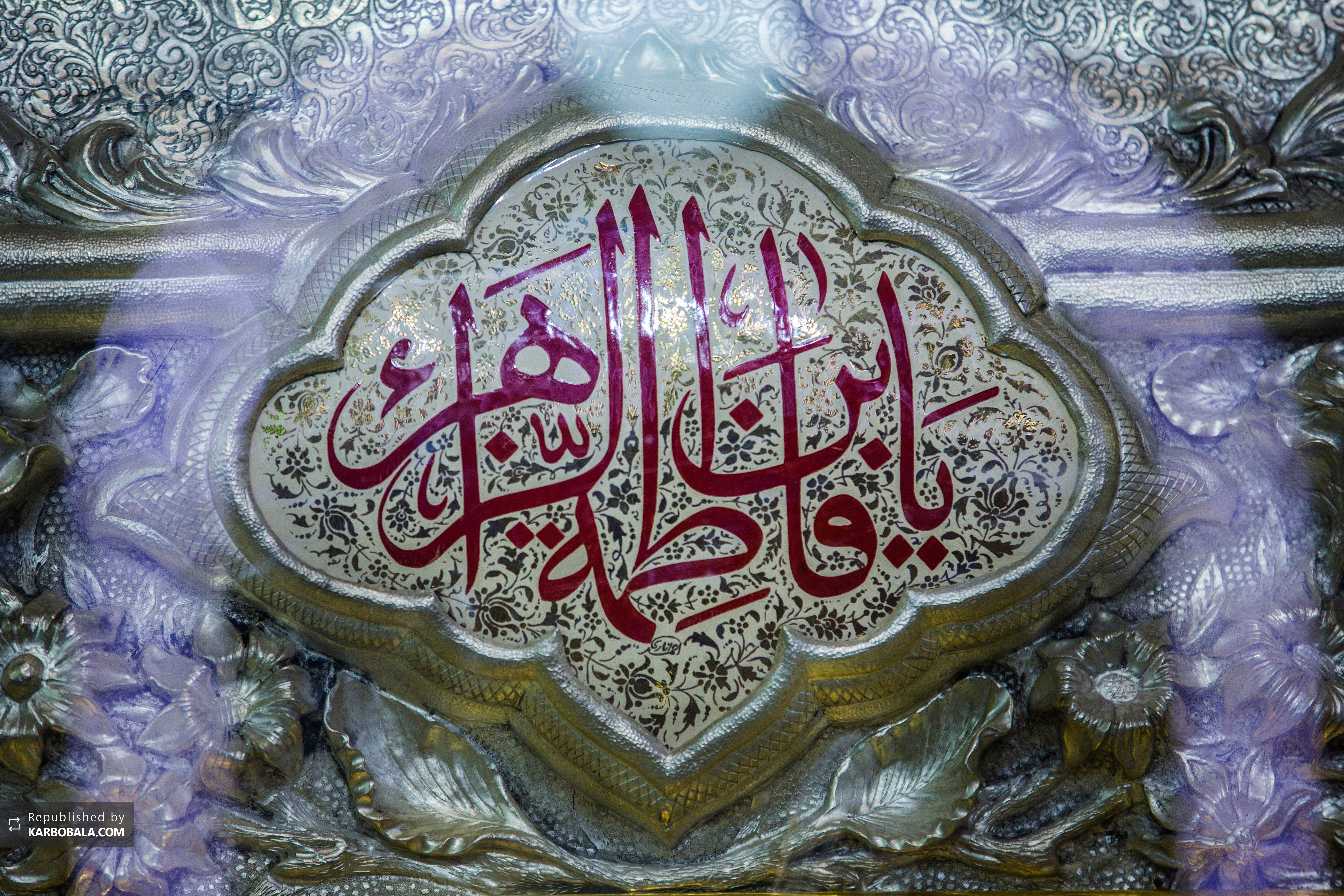
کتیبه‌ای با عبارت «یا فاطمة الزهرا» منصوب در حرم امام حسین

در نزد شیعیان دوازده‌امامی، فاطمه شخصیتی آسمانی دارد، هرچند اولین گزارش‌ها و حدیث‌های منتسب به وی درمقایسه با دیگر سیزده معصوم شیعه بسیار محدودتر است. فاطمه به‌دلیل همسربودن با علی، نزد شیعیان جایگاه والایی دارد و به‌همین‌سبب بسیاری از روایات، زندگی وی را باشکوه نشان می‌دهند.
در خصوص خلقت فاطمه، ابن عیاش و ابن بابِوَیْه نام او را به‌مانند نام سایر آل عبا برگرفته از یک نام قدسی به‌نام «الفاطر (=خالق)» می‌دانند. حسن عسکری و فُرات بن ابراهیم می‌نویسند از میان نام‌هایی که خدا به آدم آموخت، نام آل عبا و ازجمله فاطمه بود. در نوشته‌های دینی مانند نوشته‌های ابن‌بابویه و فرات بن ابراهیم تولد او معجزه‌گونه است. منشأ او میوه‌ای است از بهشت که معمولاً سیب یا خرما دانسته می‌شود که محمّد در هنگام معراج آن را خورده‌است. بنابر حدیثی این میوه قبلاً با شهد و شیرینی که از بال جبرئیل منشأ گرفته، تماس داشته‌است. به‌نوشتهٔ محمد بن جریر بن رستم طبری در دلائل الامامه و حسین بن عبدالوهّاب در عُیونُ الْمُعجِزات به‌همین‌دلیل بوده که محمّد همیشه می‌گفته‌است فاطمه مخلوقی آسمانی در قالب انسان است. او رایحهٔ بهشت را دارد و نام او در بهشت — معمولاً با نام «منصوره» — موجود است. فاطمه با مادرش هنگامی که در رحم بوده سخن می‌گفته‌است. تمام بانوان پرهیزکار ازجمله سارا، آسیه، صفورا و مریم مادر عیسی در هنگام تولدش حاضر بودند. این زنان به‌ویژه مریم، همیشه با فاطمه گره خورده‌اند و البته فاطمه همیشه برتر از همهٔ آنان است. به‌نوشتهٔ ابن شهرآشوب فاطمه در هنگام تولد، اسرار الهی و وقایع آینده را بازگو کرد و در این هنگام دنیا غرق در نور شد.
افزون بر نقش پیامبر اسلام و دوازده امام شیعی، فاطمه، دختر پیامبر، همسر امام اول و مادر امامان دیگر، تکمیل‌کنندهٔ پِلرومای چهارده معصوم در فلسفهٔ عرفانی شیعه است. به‌عنوان یکی از اعضای این پلروما، فاطمه نقش مهمی در روز قیامت دارد، و به‌ویژه زنان از او در این زمینه استمداد می‌کنند. وجود یک شخصیت زن در میان چهارده معصوم، عنصر «زن مقدس» را به کیهان‌شناسی مذهبی شیعه اضافه کرد که همتایی سنی برای خود ندارد و با مسیحیان در مسیحیت کاتولیک و اُرتُدُکس مقایسه شده‌است. درواقع، فاطمه برخی از عناوین مریم، مانند «باکره» (بَتول) و حتی «مادر پدرش» (ام‌ّابیها) را به‌دست‌آورد. تقریباً به‌همین اندازه برای زنان، شخصیت زینب، خواهر حسین بن علی دارای اهمیت است که پس از وقایع کربلا، دربرابر حکومت امویان ایستاده بود و موفق به نجات جان برادرزاده‌اش، علی بن الحسین شد و در نتیجهٔ آن، خط امامت را حفظ کرد. اقدامات فاطمه و این زنان، الگوهای عملی و نمونه‌های مهمّی را برای قانون شیعی ارائه داد. به‌عنوان نمونه، اصرار فاطمه بر حق به‌ارث‌رسیده از خیبر و سرزمین فدک از پدرش در مواجهه و مخالفت با ابوبکر، منجر به بهبود حقوق ارثی زنان در قانون اسلامی شیعه شد. در دهه‌های ۱۹۷۰ و ۱۹۸۰ م، روشنفکرانی مانند علی شریعتی روش‌های جدیدی را برای زنان به‌وجود آوردند که هم اسلامی و هم مدرن بودند. فاطمه و زینب به‌طور خاص به‌عنوان الگوهای نقش زنان در انقلاب ۱۳۵۷ ایران و در لبنان امروزی اهمیت ویژه‌ای یافتند.
شیعیان معتقد هستند که عبارت «حَیِّ عَلیٰ خَیْرِ الْعَمَل» در اذان تنها محدود به نماز نیست و این عبارت به ولایت نسبت به خانوادهٔ پیامبر یا به‌عبارت دیگر، تکریم فاطمه و فرزندانش اشاره دارد.
هانری کوربَن می‌گوید در مکتب عرفانیِ شیعیِ شیخیه، چهارده معصوم مظهر حق و اسماء و صفات او هستند که تنها از طریق ایشان می‌توان خدا را شناخت.

### مقام عصمت
عصمت فاطمه، از راه پیوند میان پیامبری و امامت — یعنی دو نهادی که به عصمت و بی‌گناهی و بی‌خطایی شناخته می‌شوند — و از طریق پیوستگی‌اش با امامان و ویژگی‌های آنان در رفتارها و سنت‌های گوناگون به‌دست می‌آید. اثبات قرآنی عصمت چهارده معصوم به‌ترتیب از آیات تطهیر و ۱۲۴ بقره نتیجه گرفته شده‌است. در روایتی محمّد به سلمان فارسی، نام و نشان امامان معصوم و نُه فرزند حسین را می‌گوید و در آن نام فاطمه نیز برده شده‌است. در همین روایت آمده که خلقت پیامبر، فاطمه و دوازده امام از نور، و «قبل از ایجاد خلقت» بوده‌است. توجه به این منشأ درخشانِ چهارده معصوم، تفسیر آیهٔ نور است؛ و درواقع، تقریباً هر ارجاع قرآنی به نور، به‌عنوان اشاره به آنان است. به‌نوشتهٔ هانری کوربن، شیعه به‌عنوان یک دین در انتظار معاد که برپایهٔ تفسیر معنوی از حقایق خَفیّه و پنهان در چرخهٔ ولایت شکل گرفته‌است، ارتباط تنگاتنگی با تفسیر مقام الهی و معنوی چهارده معصوم و ازجمله مقام الهی فاطمه دارد. دوازده امام شیعی به‌همراه پیامبر اسلام و دخترش فاطمه، مفهوم چهارده معصوم الهی نزد هانری کوربن را شکل می‌دهند.

### مقام طهارت
قرآن در آیهٔ تطهیر به اهل بیت محمّد مقام طهارت می‌بخشد. هرچند این آیه در خلال آیات مربوط به زنان محمد است، امّا ضمیر آن در صیغهٔ جمع مذکّر است. به‌نوشتهٔ مادلونگ، علی‌رغم رویکرد شیعی در این موضوع، حتی در منابع اهل سنّت مانند تفسیر طبری نیز مصداق این آیه محمّد و علی و فاطمه و حسن و حسین هستند. هرچند بنابر تفسیری زنان محمّد هم از طریق ازدواج می‌توانند به طهارت برسند، در اصلْ ارجاعِ آیه به خویشاوندان خونی محمّد است، که به‌جهت این مقام از پذیرش صدقه منع شده‌اند. اهل سنّت نوعی مسامحه دارند و معتقدند در این آیه به دو زنِ پیامبر و علی و فاطمه اشاره شده‌است. عموماً نویسندگان شیعه اهل بیت را، در مفهومی فراگیر، همهٔ نسل علی و فاطمه می‌دانند، اما در علوم الهی، آن را برای علی و فاطمه و حسن و حسین و باقیِ امامان اختصاص می‌دهند. آیهٔ قرآن همچون گواهی تفسیر می‌شود که همهٔ آنان بدون‌گناه بوده‌اند.

### مقامات عالی
عدّه‌ای از شیعیان مقامات عالیه‌ای برای فاطمه قائل هستند که از آن به «معرفت به نورانیّت» یاد می‌کنند. آنان بر این باورند که معرفت‌پیداکردن به خداوند از طریق فاطمه ممکن است و تمامی فیض‌هایی که به بندگان می‌رسد از طریق فاطمه است. این معرفت از آن‌جا نتیجه گرفته می‌شود که با توجه به کُفْوبودن علی بن ابی‌طالب برای فاطمه زهرا و بنابر حدیثِ معرفت به نورانیتِ علی بن ابی‌طالب، معرفت به نورانیت فاطمه زهرا نیز از این طریق ممکن است و از طریق شناخت فاطمه می‌توان خدا را شناخت. این معرفت از راه شناخت خلقت نورانی اهل بیت و آیهٔ نور امکان‌پذیر است. به‌گفتهٔ علامه امینی ویژگی اشتراک چهارده معصوم در مبدأ خلقت بودن، نشانگر مقام ولایت آنان بر عالم و همهٔ مخلوقات است. او در این‌باره به احادیثی اشاره می‌کند که کیفیت خلقت نوری پیامبر و اهل بیتش و همین‌طور چگونگی خلقت نوری فاطمه زهرا را بیان می‌کنند.

### دیدگاه پژوهشگران معاصر غربی
فاطمه زهرا نزد لویی ماسینیون و هانری کوربن، به‌عنوان پیوند و رابطهٔ میان ادیان و مذاهب معرفی شده‌است. کوربن تأکید خاصی بر ولایت عرفانی نزد فاطمه زهرا دارد. کوربن تحت تأثیری که از فلسفهٔ اشراقی سهروردی داشت، ارض ملکوت را در قالب فرّهٔ فاطمه زهرا و هالهٔ نور معرفی می‌کند. براساس مبانی پدیدارشناسی کوربن در شناخت فاطمه زهرا، فاطمه بنیاد و کمال هیئت لاهوت است. از ویژگی‌های مهمی که کوربن از طریق پدیدارشناسی خود سعی می‌کند برای تحلیل شخصیت فاطمه زهرا بیان کند، ناظر به ظهور اسامی و صفات خدا در گسترهٔ وجودی فاطمه زهرا به‌عنوان یک زن است، چنان‌که وی علت وجود ارض و زمین را وجود فاطمه زهرا می‌داند. به‌نظر ولادیمیر لاسکی، متکلّم مسیحی ارتدوکس، دلیل این مطلب به‌خاطر ارتباط تنگاتنگی است که میان سوفیا به معنای شناخت خداوند و فاطمه زهرا وجود دارد، چنان‌که میان سوفیا به مثابهٔ معرفت الهی و شناخت مقام فاطمه زهرا ارتباط نزدیکی وجود دارد.
به عقیدهٔ مارکوس گراس، اسلام‌شناس، این احتمال وجود دارد که زندگی ابومسلم خراسانی در تهیهٔ سیره‌های نبوی (زندگینامهٔ محمد، پیامبر اسلام) به عنوان الگوی اولیه استفاده شده باشد. او فرماندهٔ نظامی موفقی بوده که در جنگ‌های بزرگی، از جمله شورش علیه بنی امیه، حضور داشته که می‌توانسته مبنای روایات جنگ‌های محمد باشد. از سویی، ابومسلم دختری به نام فاطمه داشته که نوادگانش به دلیل نسل بردن از او برای خود جایگاهی سیاسی-دینی قائل بودند که شباهت‌هایی با فاطمه دختر محمد دارد. همچنین ابومسلم جماعتی مخفی را رهبری می‌کرده که در نوع خود شبیه به «انصار» در سرگذشت محمد هستند.
به‌گفتهٔ لویی ماسینیون، فاطمه یکی از شخصیت‌های مهم در جریان رویداد مباهله بوده‌است. فِرَق مختلف اسلامی، تفاسیر مختلفی از او و مقام معنوی‌اش عرضه داشته‌اند؛ مثلاً برخی معتقدند که مسیحیان نجران در نهایت مجبور شده‌اند که اعتراف کنند فاطمه مانند مریم از قِدّیسان است. یا برخی بر این باورند که فاطمه به‌معنای زنی الهی است که در جریان مباهله در پشت سر پیامبر قرار داشته‌است. کوربن تناظری بین فاطمه در متون مذهبی و آناهیتا، الههٔ باروری و آب‌های روان در ایران باستان، مشاهده نموده‌است. ویلهِلم آیلِرز در مطالعاتش بر روی منابع شیعه، بر این ارتباط تأکید و اشاره می‌کند که در این منابع، آب‌های بهشت و زمین و نمک، جزئی از مَهریهٔ فاطمه بوده‌است. همچنین در باورهای مردمی و در آئین‌هایی که به باروری مرتبط است، فاطمه با عناصری که سمبل باروری هستند در ارتباط است، مانند رنگین‌کمان، گل یاسمن و انار.
هانری کوربن شخصیت فاطمه را تجسّم سوفیا و ارض لاهوت می‌داند. کوربن ارض فوق ملکوتی یا همان ارض لاهوت را متجلّی در شخص فاطمه زهرا می‌داند. موجودات عالم لاهوت به‌خاطر تقدّم ازلی خویش، دیدنی نیستند و آن‌ها را تنها در مظاهر و تجلیّات‌شان می‌توان مشاهده کرد. ازاین‌رو درصورت نبودن فاطمه زهرا — که دارای شأنی ازلی است — نه ظهور امامت و نه ولایت امام وجود نداشتند. فاطمه زهرا در مقام سوفیائیت کیهانی، روشن‌کنندهٔ همهٔ عوالم است و ازاین‌جهت، دارای شأن و وظیفه‌ای سه وجهی است. نخست این‌که او نفس یا آنیمای امامان و بابی یا آستانه‌ای است که امامان نور را از او دریافت می‌کنند. دوم این‌که او معانی همهٔ عوالم است؛ و سوم این‌که او بیان یا تجلی است که بدون او سرچشمه و مبدأ خلقتِ عالم، ناشناخته و ناشناختنی باقی می‌ماند. مقام فاطمه جامع همهٔ مقام‌های معرفت یا گنوس است و ازهمین‌رو برتری پیامبران در شناخت خدا، به‌نسبت معرفت آنان به فاطمه زهراست.
کوربن بر نقش فاطمه زهرا به‌عنوان کهن‌الگوی همیشگی زنانگی، فاطمه–سوفیا و مظهر تجلیّات خداوند و عنصر زنانهٔ پیامبر و امامان تأکید می‌کند که عملکردهای تئوفانیک و ذاتی‌شان تکیه بر درجات فاطمی‌شان دارد. وی براساس عرفان اسماعیلیه می‌گوید که برپایهٔ عنوان فاطمهٔ فاطر یا فاطمه خالق — که در صیغهٔ مذکّر است — مفهوم سیّدةالنّساءالعالمین را باید در ورای تمایز جنسیتی و به معنای «سَروَر بشریّت مؤنّث» یا «سرور بشریّت در حال تأنیث» جستجو، درک و ترجمه کرد. به‌این‌گونه‌که با توجه به این‌که سرشت همهٔ مخلوقات از نَفْسِ امامان شیعه است، جایگاه آفریدگان نسبت به امامان — به‌عنوان نیروهای فاعلی و مذکّر — جایگاه تأنیثی است. اما درعین‌حال که دوازده امام شیعه در جایگاه نیروهای فاعلی و اسباب و علل آفرینش، جایگاهی مذکّر دارند و مردان اُلوهی هستند، ازسوی‌دیگر، هم‌زمان در جایگاه «نَفْس» پیامبر، یعنی آنیما و وجه تأنیثی او هستند؛ و چون مرتبهٔ وجودی و حقیقت نفس، مرتبه و حقیقت فاطمه–سوفیاست، شأن مظهریت و ولایت دوازده امام، همان مقام «فاطمی» آنان است و این، معنای فاطمهٔ فاطر یا فاطمه خالق است. کوربن، فاطمه زهرا را نَفْسِ عالم خلقت می‌داند بدین معنا که نفس یا سوفیا یا فاطمه، بخش تشکیل‌دهندهٔ وجود بشری است که خود را در قالب نفس در مقابل تخیّل و عقل، جلوه‌گر ساخته‌است. این نفس دارای این امکان است که اسما و صفات الهی را در خود متجلّی می‌سازد و از این حیث به «نفس» نامبردار است.

#### ارتباط میان مریم عذرا و فاطمه زهرا
ساموئل زینر به ارتباط فاطمه زهرا با مریم و سورهٔ قدر می‌پردازد و می‌گوید همان‌گونه‌که فاطمه «ظهوری از اُمُّ‌الکتاب در سطحِ زمینی» است، مریم «ظهورِ سکوتِ ام‌ّالکتاب در سطح زمینی» است. فاطمه شب است و مریم، مظهر سکوت است که شب را تشکیل می‌دهد، یعنی همان نشانه و رمزی که در روایت قرآن، از روزهٔ سکوت مریم نمایان است. جنبهٔ آسمانی مریم، مظهر آرامش الهی یا «سلام» است. او نمونه‌ای از ظرفیت و وابستگی به آرامش الهی است که به همهٔ موجودات به‌گونهٔ ابتدایی، با توجه به مبدأ خلقت در خالق — که خودش آرامش است — داده می‌شود. همان‌گونه‌که فاطمه با توجه به احادیث شیعه، شب است که در سورهٔ قدر «سلام و آرامش» تعیین شده‌است، بنابراین مریم نیز همان «سلام» است و حضور او نمایانگر آرامش بهشتی است، زیرا او مانند فاطمه بانویی برتر از نور است. زینر فاطمه زهرا را به‌عنوان ظهوری در سطح زمینی از «بانوی ازلیِ حکمتِ» مطرح‌شده در عهد عتیق معرفی می‌کند و او را با تعبیر قرآنی ام‌ّالکتاب، یعنی مادرِ ازلیِ کتاب یا مادر امرِ الهی — کلام خداوند — معادل کرده‌است. ساموئل زینر می‌گوید سورهٔ قدر عمقی چندگانه دارد. روح مانند قرآن در شب قدر، شبی که فاطمه است، نازل می‌شود. بااین‌حال مریم هم نماد شب است. سورهٔ مریم نشان می‌دهد عیسی، کلمه و روح خدا، در شب، به «اُمّ» وارد شده که مریم — به‌عنوان تجسّم شب — است؛ بنابراین، اگر براساس الهیات شیعه، فاطمه زهرا تلاقی نورهای حکمت‌های بیرونی و درونی دین باشد، پس مریم، «نقطهٔ یگانگی» است که «افق رویداد» را دربردارد، جایی که سکوت، کلامِ پنهانِ ابدیت با کلامِ گفته‌شدهٔ خداوند پیوند دارد.
به‌گفتهٔ مِری ثِرلکیل منابع شیعه حُکمی را که در قرآن از سوی خدا به مریم ابلاغ شده، برای فاطمه زهرا نیز می‌دانند. آن‌گونه‌که از او با عنوان «مریم کُبریٰ» یاد می‌کنند. برای شیعیان هر دو زن از جانب خدا برای اهدافی عالی یعنی «مادرانِ دودمان‌هایی متعالی» انتخاب شدند؛ بااین‌حال فاطمه زهرا، به‌عنوان «مریم کبریٰ»، از مریم در طهارت و رحمت الهی فراتر می‌رود. مریم و فاطمه زهرا به عالمان مسیحیت قرون وسطی، مسلمان و دانشمندان مطالعات جنسیتی، فرصتی برای بررسی نقش‌های زنانه در متون مقدس دادند. نویسندگان مسیحی، مریم را به‌عنوان مادر مسیح اعتلا دادند، و نویسندگان شیعی فرزندان فاطمه را به‌عنوان رهبران معصوم جامعه — امامان — نامیدند. مریم و فاطمه زهرا فراتر از مدل‌هایی برای الگوهای زنانه مطرح شدند. این نمونه‌ها برنامه‌های پیچیدهٔ سیاسی، اجتماعی و مذهبی روزگار خود را نیز فاش و رسوا می‌کنند. نویسندگان دوران باستان متأخر و نویسندگان مسیحی قرون وسطای آغازین، مریم را با کلیسا شناسانده و برابر کردند و آنانی را که خارج از آن محدوده بودند، مُرتَد نامیدند. نویسندگان شیعه در قرون وسطای آغازین بیان کردند که فاطمه زهرا پیروانش را به بهشت می‌برد و دشمنانش را به آتش جهنم هدایت می‌کند. تاریخ‌نویسان زندگی پیامبران و مُتِأَلّهان به‌طور یکسان از طریق جلوه‌دادن مریم و فاطمه زهرا با نشانه‌های نمادینِ هویتِ سیاسی، الهی و همگانی، آنان را برای جوامع خود بازتعریف کردند. فاطمه زهرا، تنها زن میان اهل بیت پیامبر است. بااین‌حال، همان‌طور که در مسیحیت، نویسندگان مرد هم‌زمان فضایل فاطمه را می‌ستودند، درهمان‌حال غلبهٔ مردانگی در میان اهل بیت را نیز تحسین می‌کردند. حضور فاطمه زهرا درمیان اهل بیت در نهایت به نقش او به‌عنوان دختر محمّد، همسر علی و مادر امام وابسته بود.
ثرلکیل می‌گوید جایگاه‌یابی مریم و فاطمه زهرا درمیان مسیحیان و مسلمانان، به چند دلیل کار دشواری است. اول این‌که یک مطابقت موفق، باید منابع تاریخی دو فرهنگ متفاوت در دوره‌های تغییرات بحرانی در هویت جمعی و مذهبی را به‌صورت یک‌جا به دست آورد. این درحالی است که هیچ تقارن تاریخی یا جغرافیایی وجود ندارد. در متون مسیحی، مطالب دربارهٔ مریم در اولین رساله‌های مذهبی دیده می‌شوند و در محافل مِرووَنژی در اروپای غربی ادامه می‌یابند. در متون اسلامی، مطالب دربارهٔ فاطمه زهرا منحصراً در دوران خلافت عباسیان آغاز شده و در سراسر سلسله‌های شیعه در مصر، ایران و یمن گسترش می‌یابد. درحالی‌که هیچ شباهتی در فضا و زمان وجود نداشت، هر دو دستهٔ مخاطبان مسیحی و مسلمان درتلاش برای تعریف خود در دنیایی بودند که به‌سرعت در حال تغییر بود. دلیل دوم این است که مقایسهٔ مریم و فاطمه زهرا بستگی به انواع مختلفی از منابع دارد. آثار باستانی و دورهٔ آغازین قرون وسطی، تعدادی از رساله‌های مذهبی و ادبیات مربوط به مریم را ارائه می‌دهد. محققان می‌توانند از طریق این متون، توصیفات الهی مریم را در کنار متون معجزه‌گونه و توصیفات آیینی مشاهده کنند. متألهان به‌وضوح بر جنبهٔ معجزه‌گونه‌بودن مریم اعتماد می‌کنند تا مسیح‌شناختی خود را تعریف کنند؛ تاریخ‌نویسان زندگی پیامبران، ماهرانه مریم را به‌عنوان الگویی برای تقلید نزد زنان مقدس بالا می‌برند. نویسندگان مروونژی‌ها حتی بسیاری از ملکه‌ها و بزرگان راهبه‌های خود را به‌عنوان باکره‌های باشکوه در شمایل مریم ارائه می‌دهند. اما منابع شیعه که فاطمه زهرا را می‌ستایند دسته‌بندی مشکل‌تری دارند. یک مقایسهٔ بین‌فرهنگی مطلوب، ارتباط تصاویر فاطمی در الهیات و زندگی‌نامه با همتایان مسیحی آن‌ها را مورد سنجش قرار می‌دهد؛ اما، مطابقت موازی کار آسانی نیست. مشکل سومِ مقایسهٔ مریم و فاطمه زهرا در متون مربوط، این است که نویسندگان مرد اغلب آن دو را با تصاویر متضاد توصیف می‌کردند. مریم و فاطمه زهرا هر دو آرمانی و درعین‌حال بی‌نظیر، پاکدامن و درعین‌حال پرثمر، شفیع و میانجی و درعین‌حال خدمتکاری مطیع بودند. این تصاویر سردرگم‌کننده، پرسش‌هایی تاریخی در مورد شیوهٔ حقیقی نگرش جوامع مسیحی و اسلامی به زنان و نقش‌های جنسیتی به‌جا می‌گذارد.

### تاریخچه

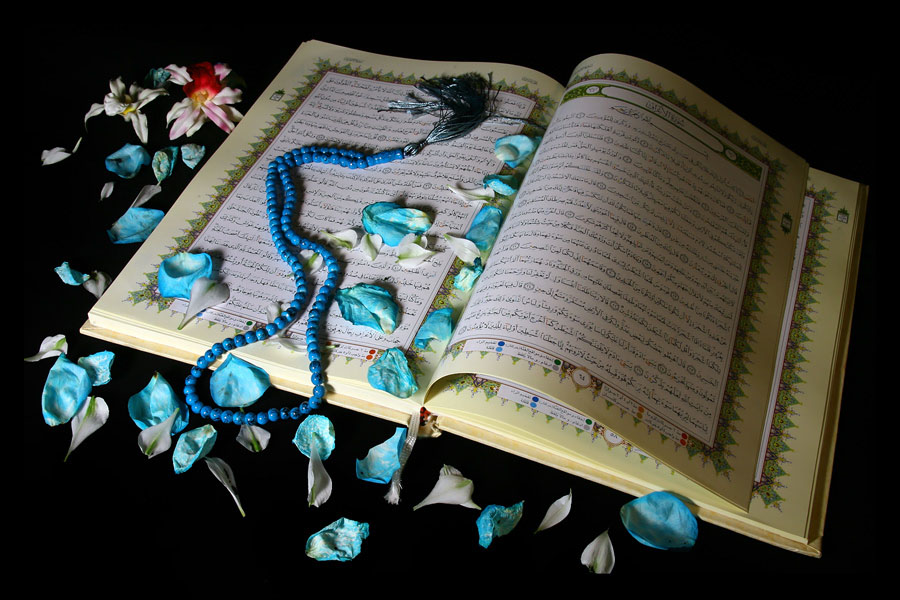
قرآن و تسبیح فاطمه زهرا

## آثار دربارهٔ فاطمه زهرا

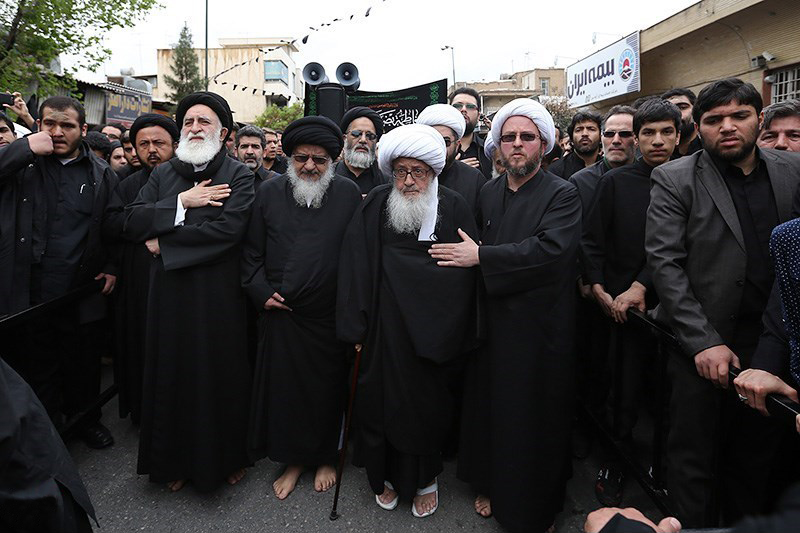
پیاده‌روی حسین وحید خراسانی و روحانیان در اجتماع مردمی قم – ایام فاطمیهٔ ۱۳۹۳